# Geschichte der Plattenbauten in Cottbus
Die Geschichte der Plattenbauten in Cottbus beschreibt die Entstehung der Plattenbauweise der Stadt Cottbus, die nach 1950 zu einer Metropole der Energiewirtschaft wurde.

## Entwicklung vor 1990

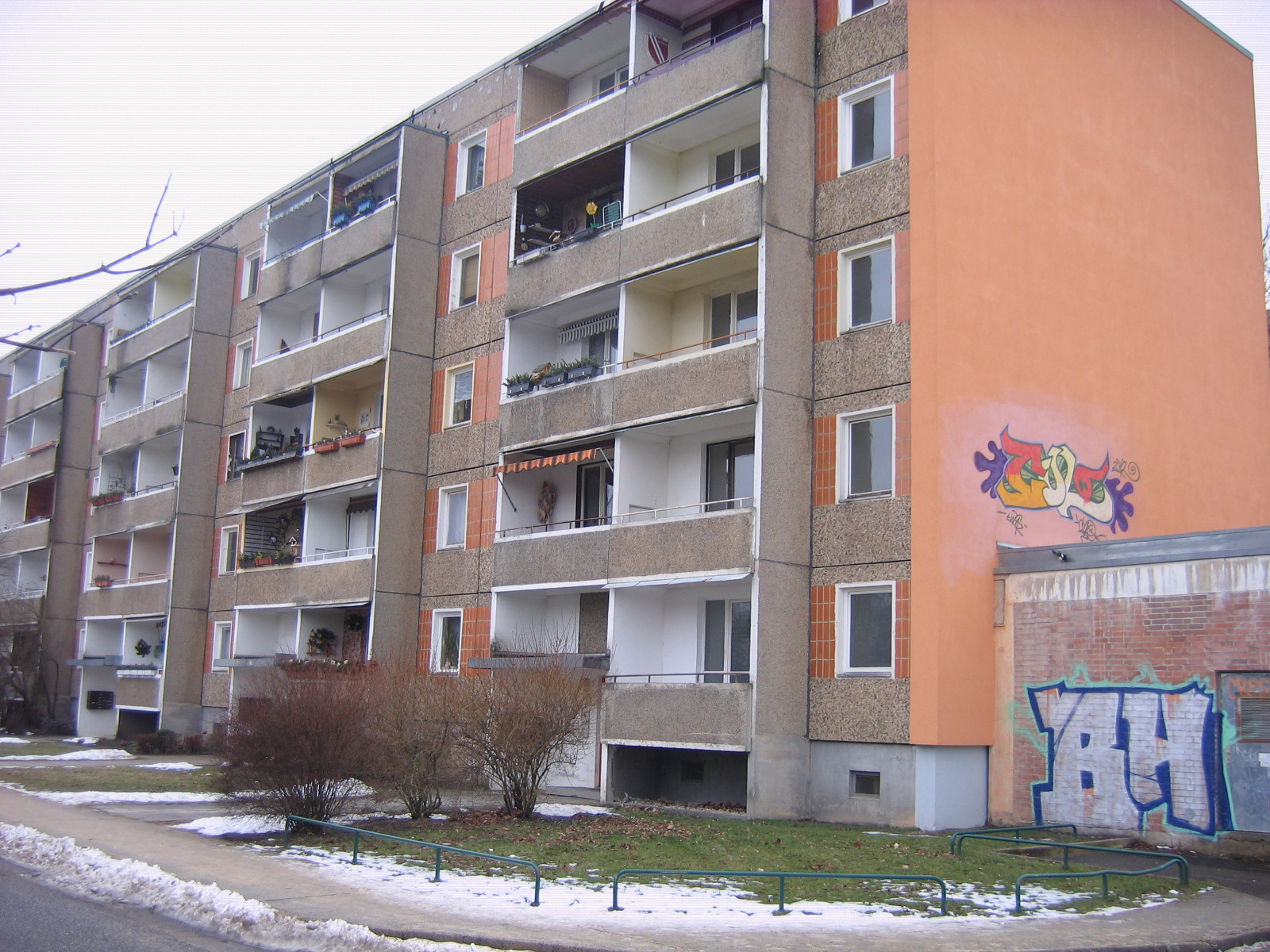
Unsanierter Plattenbau in Sachsendorf

Am Ende des Zweiten Weltkrieges war Cottbus zu 60 Prozent zerstört; der Wiederaufbau der Stadt dauerte Jahrzehnte. Der Wohnungsneubau begann mit Einzelbauten an verschiedenen Standorten. Aufgrund des Beschlusses der SED, den Bezirk Cottbus zum Kohle- und Energiebezirk der DDR zu entwickeln, stieg die Nachfrage nach Wohnraum für die benötigten Arbeitskräfte stark an. Schnell und preiswert konnte nur durch Verwendung von Betonfertigteilen mit tragenden Elementen von Deckenplatten und Wandscheiben gebaut werden.
Ab 1965 begann man mit der industriellen Blockbauweise, ehe man zur Montage von vorgefertigten Bauelementen überging. Zählte die Stadt Cottbus 1962 fast 70.000 Einwohner, so erhöhte sich die Einwohnerzahl bis 1970 auf etwa 83.000, und im September 1976 waren es bereits 100.000 Einwohner. Cottbus galt nun als Großstadt. Im Bereich Stadtmitte bis zu den Cottbuser Randgebieten wurden mehrere Plattenbautypen mit verschiedenen Geschosshöhen errichtet. Das Repertoire reicht vom Wohnungsbautyp Q3A über P2 bis WBS 70. Ganze Stadtteile mit dem Charakter einer Neubausiedlung prägen bis heute das Bild der neuen Großstadt Cottbus.

### Allgemeine Entwicklungsgeschichte der Plattenbauten

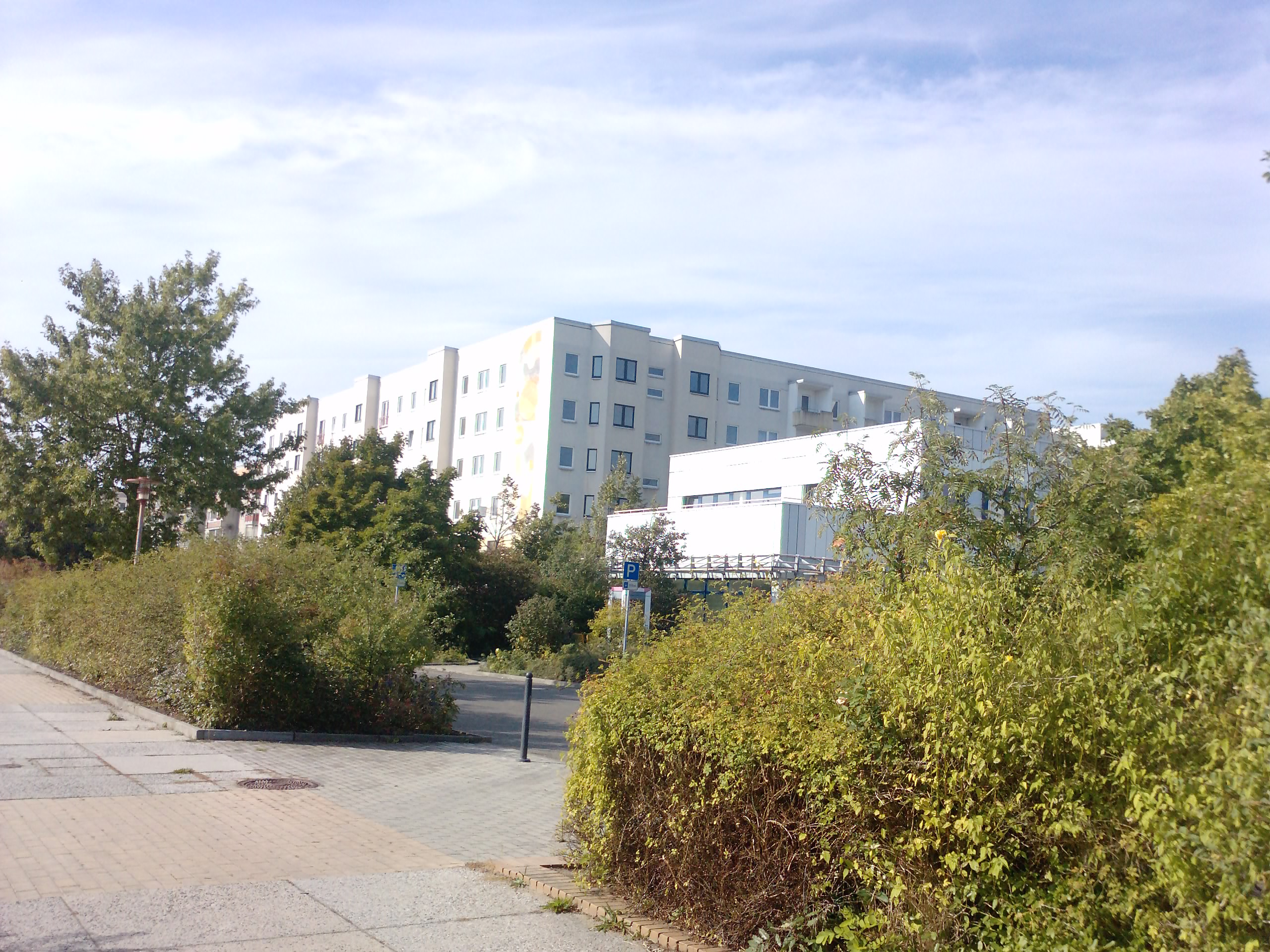
Wohnblöcke an der Zuschka

Der Bautyp Q3A war ein früher industrieller Wohnungsbautyp der DDR in den 1950er und 1960er Jahren. Es entstanden drei-, vier- und fünfgeschossige in Großserie erbaute Wohngebäude. Diese wurden in Cottbus hauptsächlich in der Spremberger Vorstadt und der Stadtmitte gebaut. Zwischen 1976 und 1986 entstand die Großwohnsiedlung Sachsendorf/Madlow in Plattenbauweise. Dort und im Stadtteil Sandow wurden Gebäude des Wohnungstyps P2 gebaut. P2 ist eine Wohnungsbaureihe, die das Wohnen in der DDR Anfang der 1960er Jahre mit offenen Grundrissen völlig neu definierte. Es konnten Wohnungen ohne tragende Zwischenwände gebaut werden, erstmals durch den Einsatz von weitgespannten Decken mit sechs Metern Länge. Eine ökonomische, ressourcenschonende Bauweise kombiniert mit erhöhtem Wohnkomfort war das erklärte Ziel der Entwicklung. Der Typ P2 wurde vom Institut für Hochbau der Bauakademie für den flächendeckenden Einsatz in der Republik entwickelt. Die Bauakademie führte 1963 nach einem Testlauf mit über 32.000 Besuchern, die 15 komplett eingerichtete Musterwohnungen begutachteten und bewerteten, einen Wohnungsbauwettbewerb durch. Der erste Preis ging an das Kollektiv P2 mit Wilfried Stallknecht, Herbert Kuschy und Achim Felz. Weitere Muster- und Experimentalbauten wurden als Ergebnis 1964/1965 in Berlin und Frankfurt (Oder) gebaut.

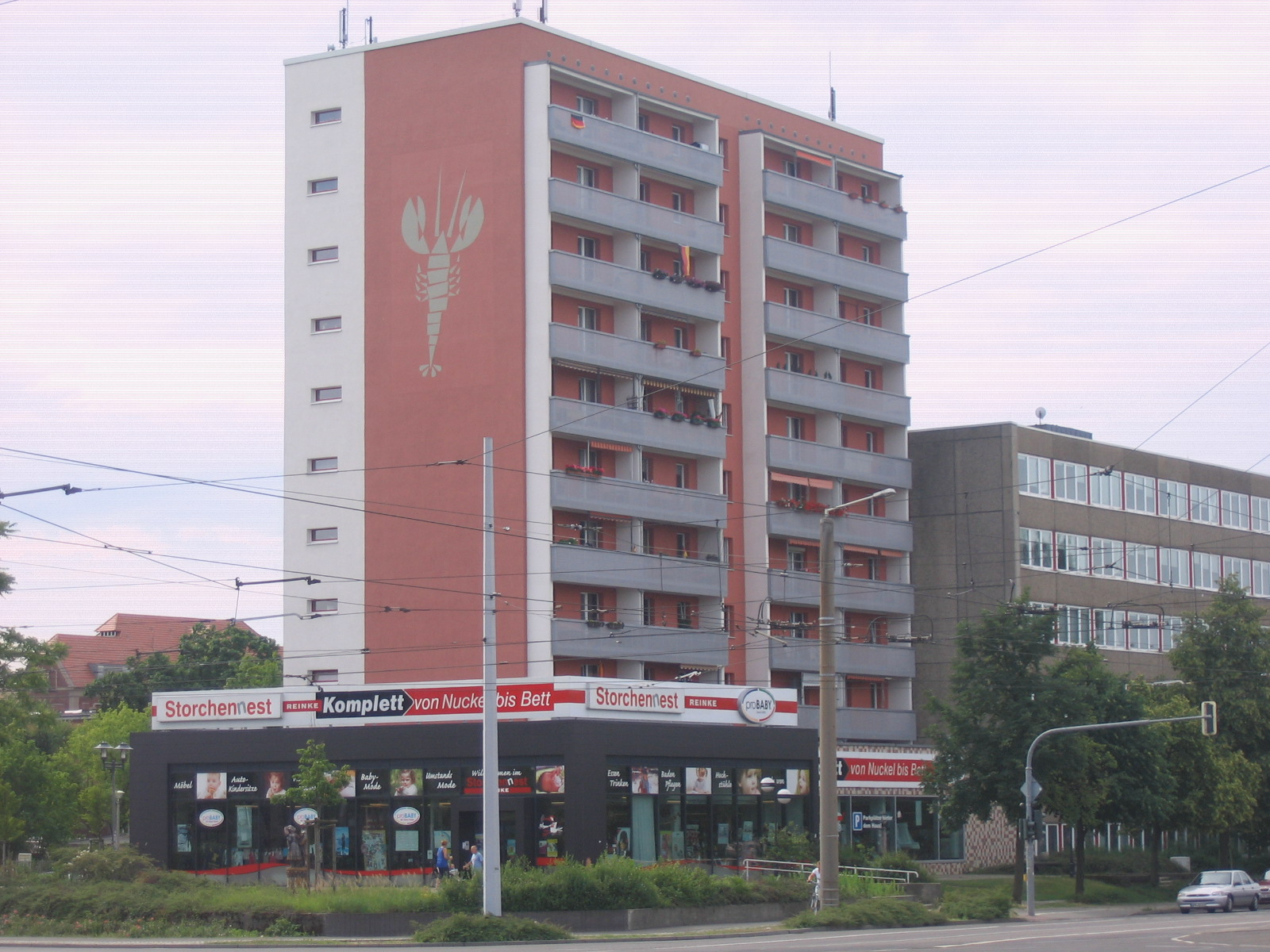
Modernisierter Plattenbau in der Thiemstraße, Nähe Bahnhof

Die sogenannte Konzeption P2.12 vom Kollektiv P2 war die Grundlage. Von der Fassade ins Innere des Baukörpers rückten die Treppenhäuser und der Bad/Küchen-Bereich. Die gesamte Außenwandfläche konnte somit für die Belichtung der Wohnräume genutzt werden. Die breite Fensterfront ist deshalb charakteristisch für den P2 Typ. Die Funktionen Kochen, Essen und Wohnen sollten in der Wohnung enger zusammenrücken. Die Architekten wollten den Raum großzügig öffnen und gleichzeitig Platz sparen. Der helle Wohnbereich sorgte für viel Licht in den innenliegenden Küchen. Der raumhohe Vitrinenschrank mit Durchreiche dient als Verbindungselement zwischen Küche und Wohnraum. Flur und Schlafzimmer erhielten raumhohe Einbauschränke. Als komplett eingerichtete Sanitärraumzellen wurden die Bäder am Stück in den Rohbau gehoben. Es entstanden kleine und große Wohnungen vorwiegend mit dem Grundriss im Sechs-Meter-Raster. Ein sogenanntes Verteilergangsystem entwickelten die Architekten für den zehngeschossigen Bautyp. Die Aufzüge halten nur im vierten, siebten und zehnten Stock. In der gleichen Zeit entwickelten die Architekten auch den Wohnungstyp WBS 70. Trotz Vorfertigung konnte der Wohnungsbautyp P2 nicht die angestrebten Einsparungen erzielen, es wurden neue Lösungen gesucht.

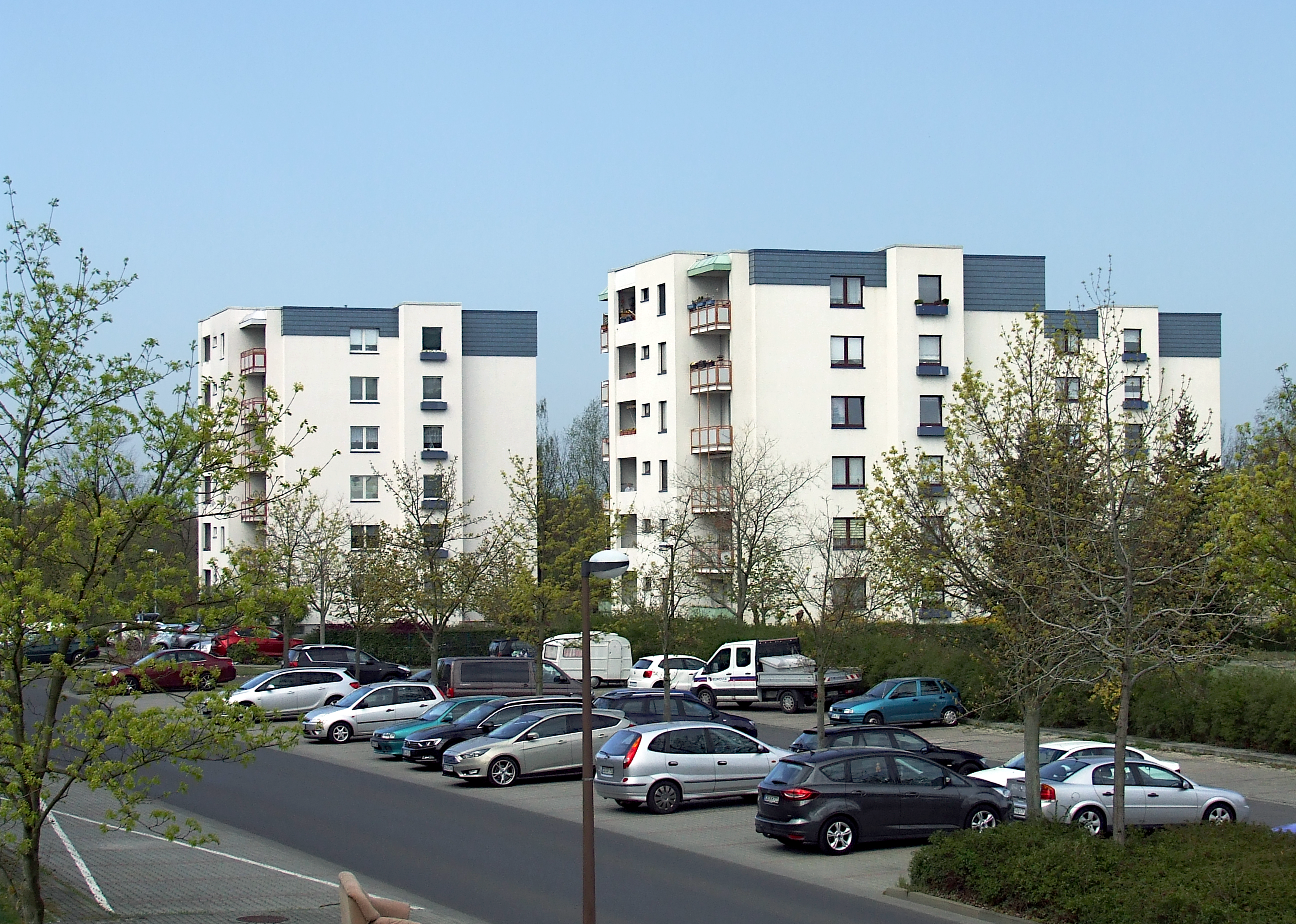
Sanierter Plattenbau mit Eigentumswohnungen Am Lug

In allen Landesteilen der DDR galt es mit wenigen und einheitlichen Bauteilen sowie einem reduzierten Typenkatalog maximale Bauergebnisse zu erreichen. Ab 1970 sollte dazu ein „Einheitssystem Bau“ nach dem Beschluss der 5. Baukonferenz des Zentralkomitees der SED und des Ministerrates der DDR entwickelt werden. Für eine noch rationellere Massenfertigung von Bauelementen bildete die Studie, erstellt von Wilfried Stallknecht und Achim Felz im Auftrag des Ministeriums von 1969, die Grundlage. Diese neue Wohnungsbauserie entwickelte sich ausgehend von den Bautypen P1, P2 und QP. WBS 70 wurde in der DDR zum weit verbreitetsten Plattenbausystem der DDR. Neben dem Wohnungsbau fand dieser Typ auch beim Bau von Kindertagesstätten Anwendung. Die Architekten verzichteten auf die zehn Jahre zuvor entwickelten offenen Grundrisse. Das Konzept des großzügigen Wohnraums mit innenliegender, angegliederter Küche wurde wieder aufgegeben, es entstanden wieder zwei getrennte Räume (Wohnen und eine Küche mit Essplatz). Die Treppenhäuser wurden von dem Innenbereich wieder zurück in den Außenbereich gebaut. Innenliegend blieb nur das Bad. Deutlich kleiner als im P2-Typ ist die Dreiraumwohnung im Bautyp WBS 70. Klar vorgegeben wird nun die Nutzung der Räume durch die Größenstaffelung. Der Wohnungsbautyp WBS 70 entstand vorwiegend im Stadtteil Neu-Schmellwitz, aber auch vereinzelt in den Stadtteilen Sachsendorf/Madlow, Ströbitz und Sandow.

## Geschichte

### Stadtmitte bis Spremberger Vorstadt (ab 1960)
Anfang 1964 begann man mit der konzeptionellen Planung zur Stadtzentrumsgestaltung, um die Bedeutung der Bezirksstadt als politischen, wirtschaftlichen, wissenschaftlichen und kulturellen Mittelpunkt des Bezirkes zu unterstreichen. Im März 1965 begannen die ersten Abrissarbeiten für den Bau des neuen Stadtzentrums westlich der Altstadt. In der Innenstadt mussten viele, auch zum Teil noch gut erhaltene Altbauten, den neuen Gebäuden weichen. In den 1970er Jahren galt Cottbus als Industriehochburg, Stadtentwickler wollten der Stadtmitte einen neuen Glanz verleihen. So entstanden eine Reihe von Plattenbauten mit vorgelagerten Pavillons. Die zehngeschossige Wohnscheibe in der Stadtpromenade 10–12 entstand 1969 und wurde vom Architekten Gerhard Guder und Werner Fichte entworfen. Die Wohngeschosse wurden in Stahlbeton-Wandbau-Vollmontage mit Ein- bis Fünfraumwohnungen gebaut. Im Erdgeschoss befanden sich Handelseinrichtungen. Pavillonbauten in Stahl-Skelettbauweise mit Glas und Naturstein verkleidet, entstanden ebenfalls in der Stadtpromenade. Genutzt wurden die Gebäude unter anderem als Disco, Bowlingzentrum, Kunstgalerie, Café und Teestube. Die Pavillons, die Mokka-Milch-Eisbar und die Fußgängerbrücke sind nicht erhalten.
| Ehemalige Gaststätte Stadttor |
|                               |

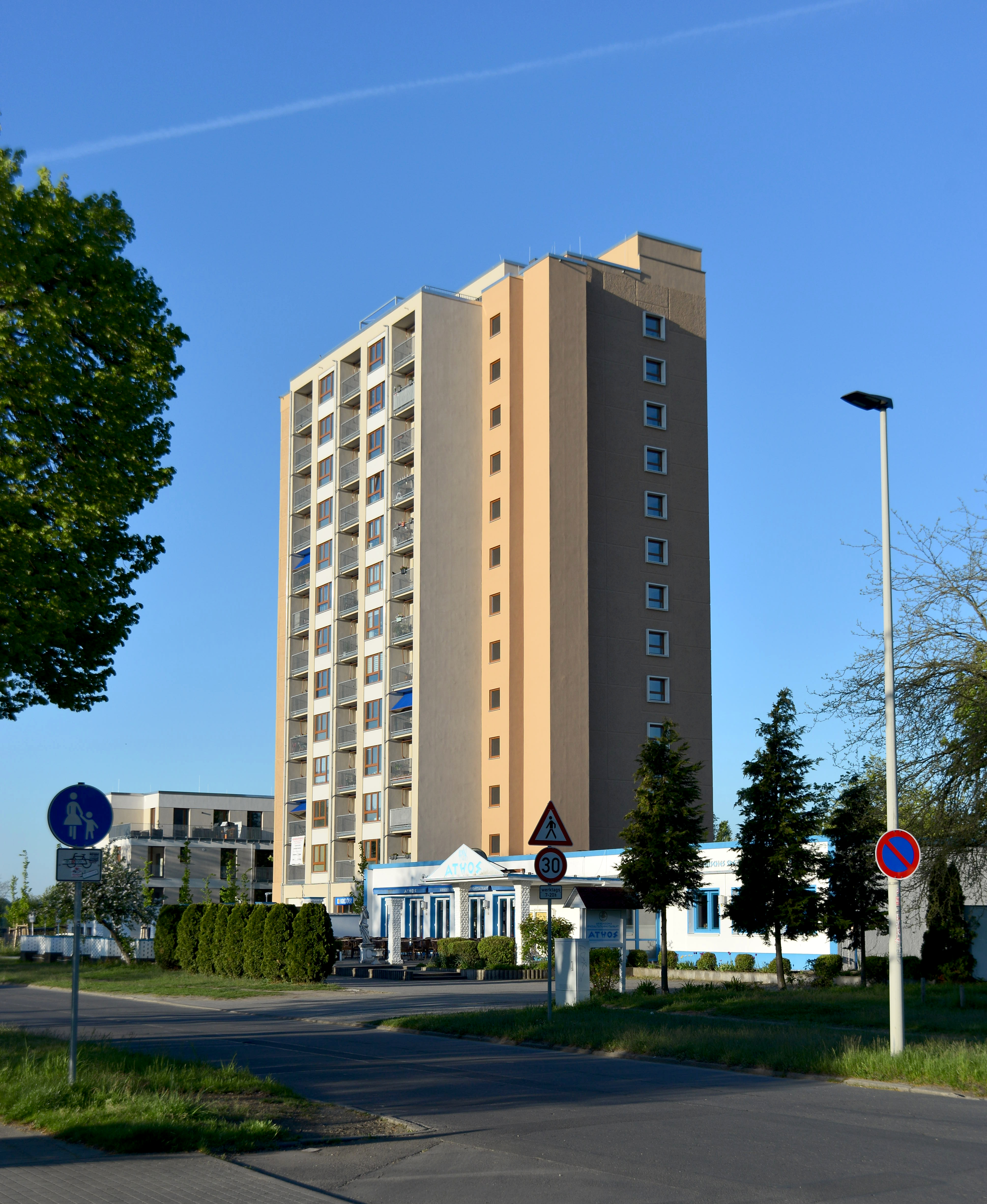
Wohnhochhaus Leipziger Straße 12.

Die Buchhandlung in der Stadtpromenade, damals unter dem Namen „Jenny Marx“ bekannt, wurde 1969 nach dem Entwurf von G. Baer errichtet. Das zweigeschossige Gebäude, ein Montagebau, hat eine Außenwandbeschichtung aus Splitt, Farbglas und Naturstein. Gleich daneben in der Stadtpromenade 8 befindet sich die Gaststätte „Frankys Rock Diner“, damals bekannt unter dem Namen „Am Stadttor“. 1968 wurde das Gebäude, von G. Baer und G. Berger entworfen, eröffnet. Der eingeschossige Gaststättenkomplex ist in Stahlbeton-Skelettbauweise erbaut. Im Erdgeschoss befand sich damals das Restaurant und eine Selbstbedienungsgaststätte, darüber eine Dachterrasse, die noch heute genutzt wird. Im Eingangsbereich wurde aus farbigem Mosaik die Wand nach einem Entwurf von Dieter Dressler und Heinrich Jungebloedt gestaltet. Im Juli 1984 wurde der Grundstein für das Wendische Viertel in der Innenstadt gelegt. Diese Häuser entstanden auf historischem Stadtgrund zwischen Berliner Platz und Oberkirchplatz. Es handelt sich um überwiegend vier- und fünfgeschossige Häuser in Plattenbauweise nach dem Typ INB 80 (Abkürzung für Innerstädtischer Neubau in den 80er Jahren). Die Häuser wurden mit einer vollmontagefähigen Mansarddachkonstruktion gebaut. Auffällig waren an diesen neuen Häusern vor allem die bunten Kachelfassaden, die von regionalen Künstlern gestaltet wurden. Aber auch die markanten Giebel mit den Mosaikbildern waren Besonderheiten in der Gestaltung. Ein vierzehngeschossiges Wohnhochhaus mit 125 Einraumwohnungen entstand 1966 in der Leipziger Straße 12, gebaut in Vollmontage in Stahlbeton-Wandbauweise. Die Außenwandbekleidung war mit Splitt, die Balkonbrüstungen mit Keramik und der Sockel des Hauses mit Sandstein verkleidet. Im Erdgeschoss befanden sich Geschäfte. Bei dem Bautyp handelte es sich um einen P2 Plattenbau. Nach jahrzehntelangem Leerstand wurde das Gebäude ab 2023 altersgerecht umgebaut und renoviert sowie um einen Anbau in moderner Bauweise ergänzt.

### Sandow (ab 1960)
Zu Beginn der 1960er Jahre entstand das Neubaugebiet Sandow. Wurde bisher auf Flächen zurückgegriffen, die unbebaut waren, mussten für dieses Stadtgebiet Gebäude abgerissen werden. Allein im Bereich Sandow-Mitte entstanden etwa 2700 neue Wohnungen. Hier wurden Häuser zwischen vier bis elf Geschossen und variablen Bebauungsformen aus Wohnungsblöcken, Wohnscheiben, Mittelgang- sowie Punkthäuser gebaut. Am Doll entstanden in den 1970er Jahren vier Hochhäuser, sogenannte Mittelganghäuser. Bei diesen Häusern verfügten einige Wohnungen über zwei Balkone. Erste Würfelhäuser, entworfen von Gerhard Guder, entstanden 1970/1971 als fünfgeschossige Wohngebäude auf P2-Basis mit zwanzig Wohneinheiten. Am Jacques-Duclos-Platz 1–9 entstand 1974 eine viergeschossige Eckbebauung. Im Erdgeschoss befanden sich Geschäfte, vom zweiten bis vierten Geschoss dagegen Wohnungen. Zu den neuen Wohngebieten gehörten auch Gaststätten. So zum Beispiel die Gaststätte „Mentana“, entworfen von Heinz Kästner und M. Pietz, 1971 als Versorgungseinrichtung eröffnet. Auch hier handelte es sich um eine Stahlskelett-Wandbauweise, wobei die Außenwände mit Stahl-Aluminium-Fenstern und strukturierten Sichtbetonplatten gestaltet waren.
Die Gaststätte „Sandower-Eck“, errichtet 1978 in der Franz-Mehring-Straße 30, wurde von H. Losansky entworfen. Das Gebäude, ein eingeschossiges Ensemble, war ein Verbindungsbau mit einer Bibliothek, gebaut in Stahlbeton-Skelettbauweise mit Mauerwerk. Die Außenwandflächen sind mit Klinkern, farbigem Splitt und Sichtbeton abgesetzt. Direkt an der Spree eröffnete im April 1977 die HO Gaststätte „Kleines Spreewehr“, ebenfalls ein moderner Flachbau nach dem Typ WBS 70.

### Ströbitz (1972)
Der Stadtteil Ströbitz wird überwiegend durch eine historisch gewachsene Bebauungsstruktur geprägt. Anfang der 1970er Jahre erfolgten Neubebauungen vom Typ WBS 70 nach Entwürfen von W. Kühnel in der Berliner Straße und am Brunschwigpark. Der größte Teil der Plattenbauwohnungen wurde aber im P2-Typ gebaut. Von großer Bedeutung für die städtebauliche Entwicklung war der Aufbau des Bildungszentrums. Ein Komplex mit den verschiedensten Bildungseinrichtungen.

### Sachsendorf / Madlow (1975)

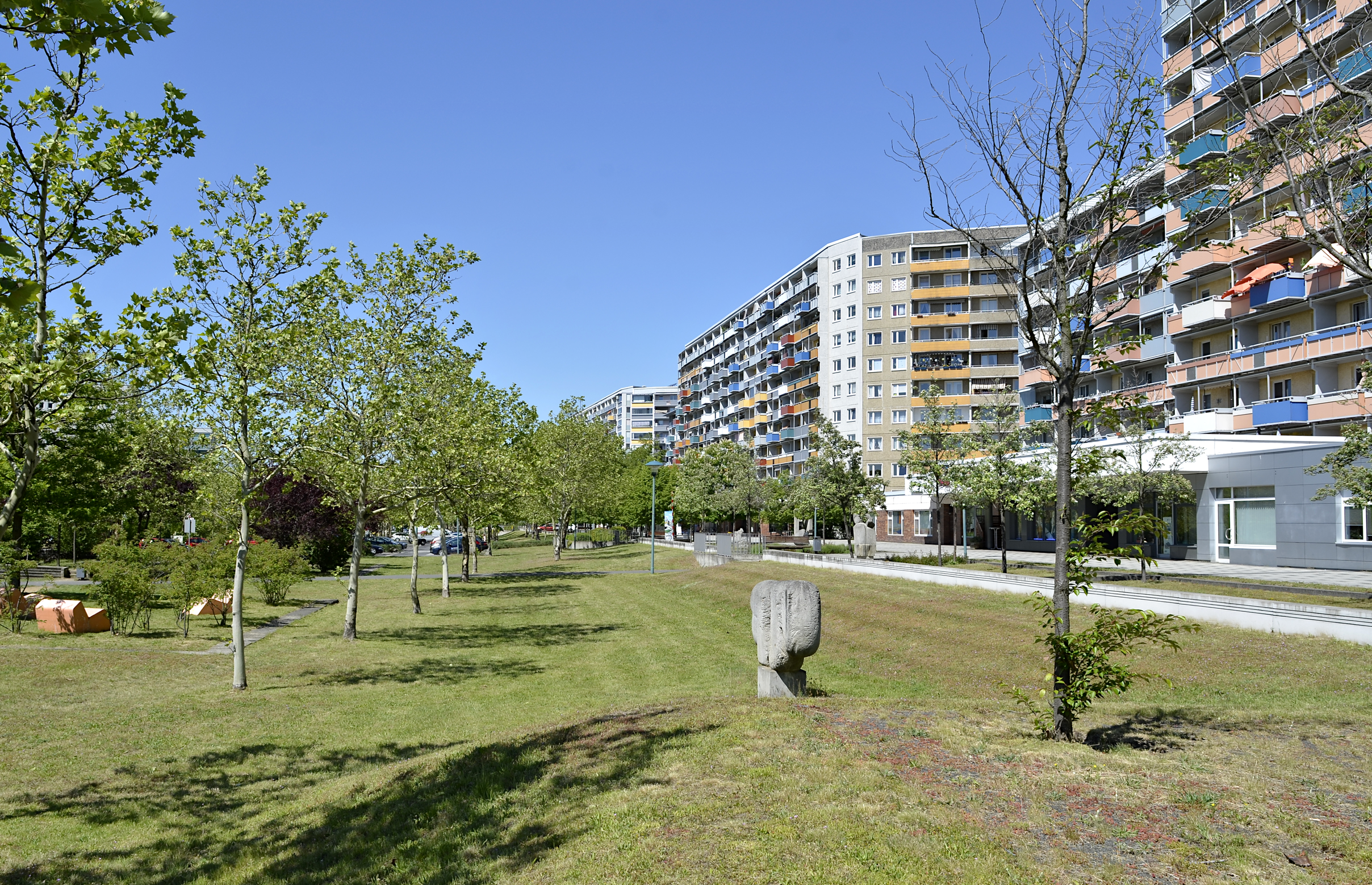
Grünflächen und sanierte Wohngebäude in der Gelsenkirchener Allee.

Am 1. Februar 1975 nahm das Kraftwerk Jänschwalde den Betrieb auf. In diesem Zusammenhang wurde Wohnraum für die Beschäftigten benötigt. Am 17. September 1975 erfolgte die Grundsteinlegung für ein völlig neues Wohngebiet im Bereich Sachsendorf/Madlow. Dieser Stadtteil entwickelte sich zum größten von Cottbus. Schon im Januar 1976 waren die ersten 32 Wohnungen fertiggestellt. Auf einer Fläche von ca. 130 Hektar entstanden etwa 12.500 Wohnungen. Auch hier wurde variationsreich ein Gebiet mit den modernen Plattentypen, vorwiegend nach dem Typ P2, errichtet. In der Hagenwerder Straße 1–1b entstand 1980 ein elfgeschossiger Baukörper aus drei zusammengesetzten Einzelsegmenten in P2-Bauweise. Die Fassade wurde aus weißem Marmorsplitt mit eingestreuten Meißener Keramikflächen in geometrischen Formen gestaltet. In der Leninallee, heute Gelsenkirchener Allee, entstanden acht- und elfgeschossige Wohnungsbauten vom Typ P2 mit Läden und Gaststätten im Erdgeschoss.

### Schmellwitz / Neu-Schmellwitz (1983)

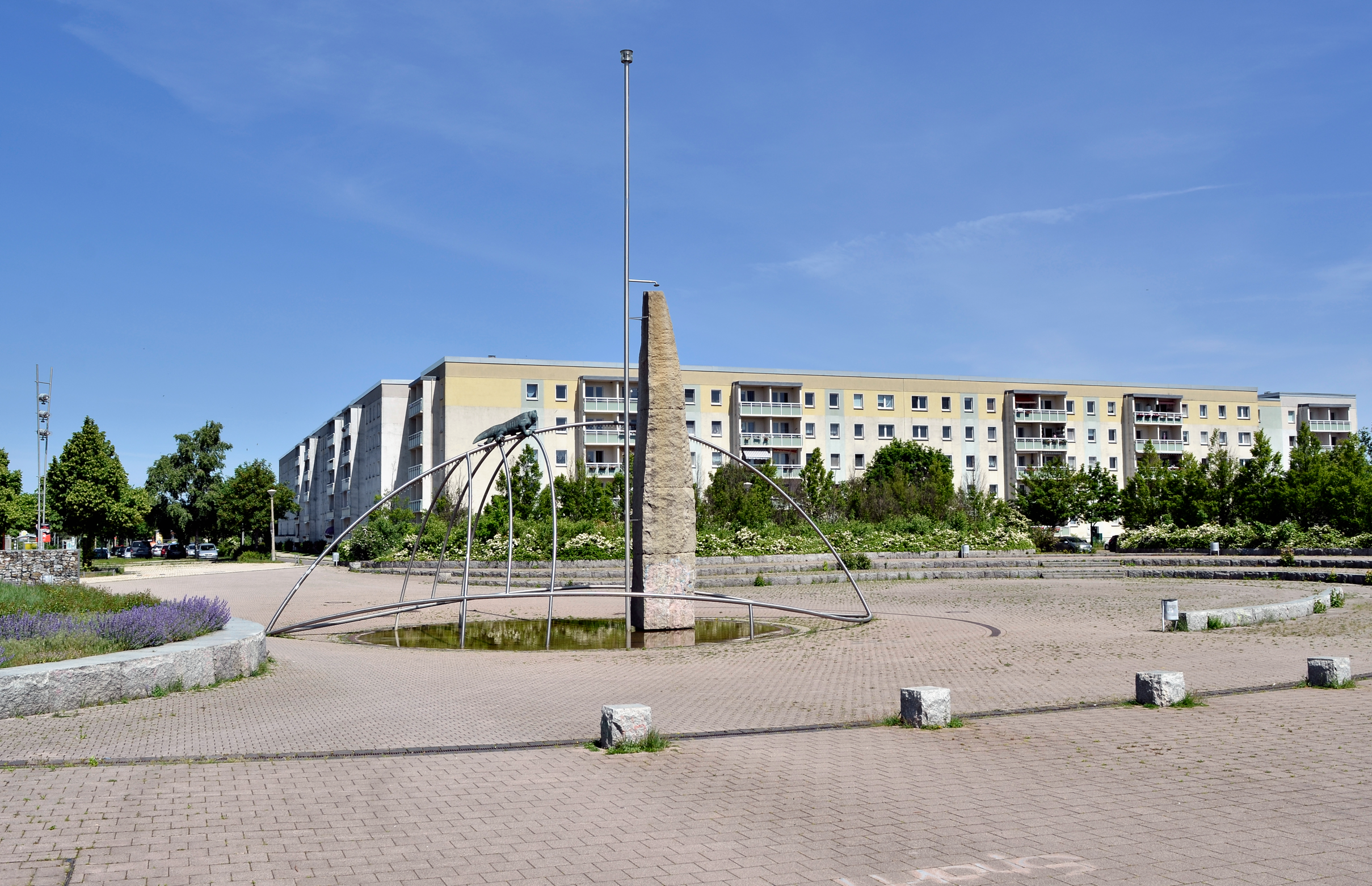
Sanierte Wohnblöcke in der Hutungstraße. Im Vordergrund der Ernst-Mucke-Platz.

Bis zum Ende von 1971 wurde das gesamte Areal landwirtschaftlich genutzt. Da die Braunkohle- und Energieproduktion im Bezirk Cottbus stetig stieg, wurden auch immer mehr Arbeitsplätze geschaffen. Arbeitskräfte zogen zu und Cottbus entwickelte sich zu einer modernen Großstadt. 1983 ging der Stadtteil Neu-Schmellwitz in Planung. Schon ein Jahr später zogen vorwiegend junge Familien in die begehrten fünf- bis sechsgeschossigen Neubauwohnungen vom Typ P2 und WBS 70 ein. Der Stadtteil liegt östlich wie westlich der Straßenbahnlinie 4, das Stadtteilzentrum bildet die Zuschka. Im benachbarten Textilkombinat Cottbus hatten viele neue Cottbuser ihren Arbeitsplatz gefunden. Eine Besonderheit bei der Bebauung dieses Stadtteils sind die auf Pfählen errichteten Häuser. Damit die Häuser im morastigen Untergrund nicht absinken, wurden mit schwerer Technik durch die vorhandene Torfschicht Hunderte von Betonpfählen tief in die Erde getrieben.

### Soziale und medizinische Einrichtungen
Sprunghaft stieg nach 1960 der Bedarf an Schulen, Kindergärten, Kaufhallen und Kultursälen. Durch die steigende Einwohnerzahl und der Vergrößerung der Stadt wuchs auch der Bedarf von Gesundheits- und Versorgungseinrichtungen. 1960 begann z. B. der Architekt Heinz Kästner zusammen mit anderen Architekten, Statikern und Ingenieuren im VEB Hochbauprojektierung mit den Vorplanungen für einen umfangreichen Aufbau dieser Objekte. Trotz Technologie- und Baustoffmangels sollte schnell und sparsam gebaut werden. Die Hochbauplaner hatten den Auftrag für sieben Einrichtungen wiederholbare Einzellösungen zu finden. Objekte davon in Cottbus waren: die Verwaltung der Reichsbahndirektion, das Magazin- und Wirtschaftsgebäude des Stadttheaters (seit 1992 Staatstheater) und ein Bürogebäude der Wasserwirtschaft. Ein Höhepunkt in der Bautätigkeit war 1978 der Erweiterungsbau der Poliklinik in der Leipziger Straße. Auf vier Etagen entstanden zwölf Fachabteilungen. Im Unterschied vom Wohnungsbau in Plattenbauweise zu den Gesellschaftsbauten dieser Bauart war eine geringere Laststufe nötig. Als Prototyp in der Entwicklungsphase der „Leichten Geschossbauweise“ entstand 1963/64 die Kita „Freundschaft“ in der Hufelandstraße. Die Kindergarten-, Krippenkombination mit 64 bzw. 144 Plätzen wurde durch den Architekten Dipl.-Ing. Drogan geplant, die Innenräume wurden durch Studenten der Hochschule für Bildende Künste gestaltet. Am 10. Oktober 1968 erteilte das Amt für Erfindungs- und Patentwesen das Wirtschaftspatent für ein „Fertigteilhaussystem, insbesondere für Bauten der Gesellschaft“ an die Statiker Richard Thiele, Dipl.-Ing. Hermann Fröchtenigt und die Architekten Lothar Graper, Leo Kutz und Dipl.-Ing. Heinz Kästner.

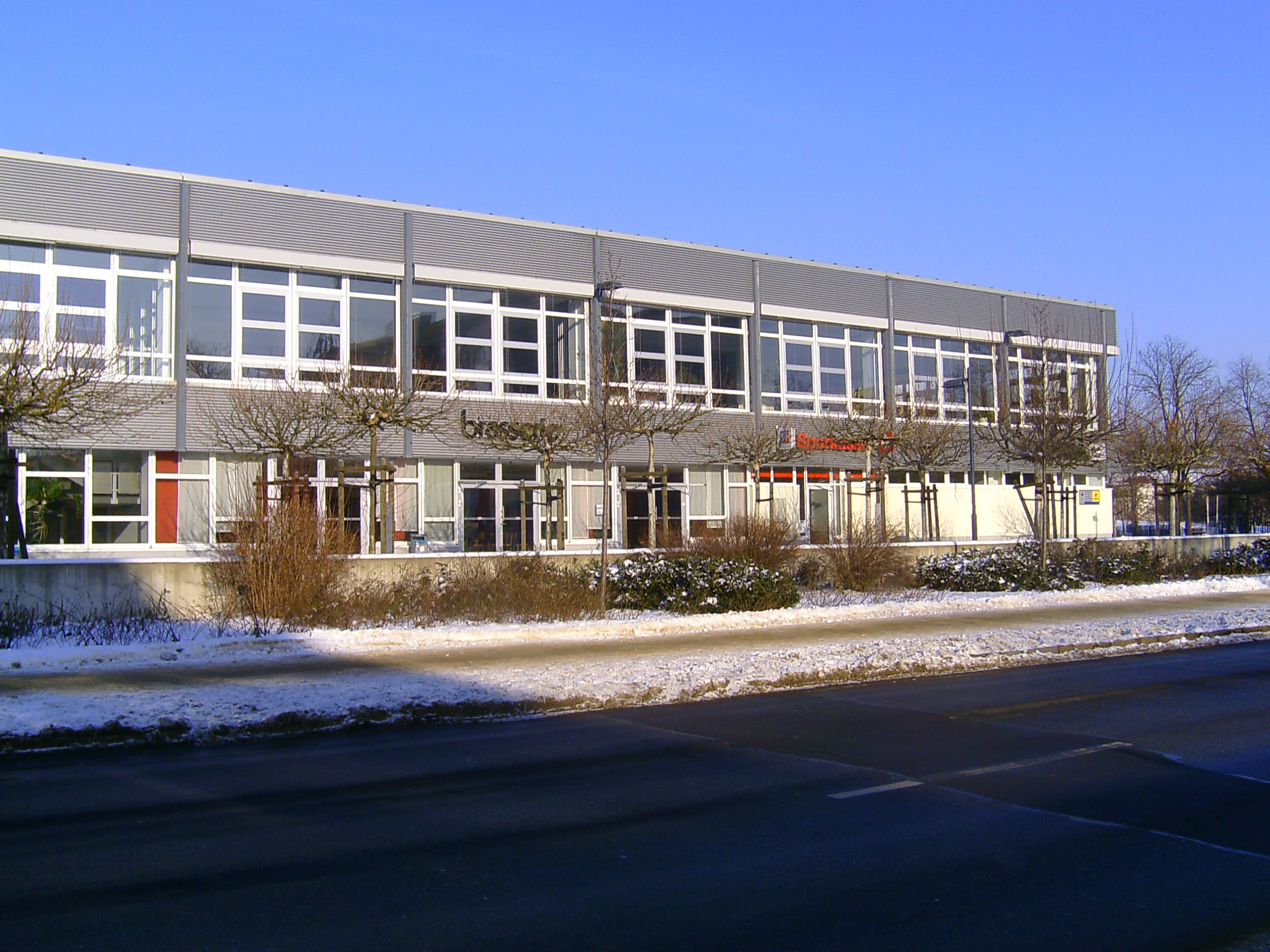
BTU Cottbus Mensa

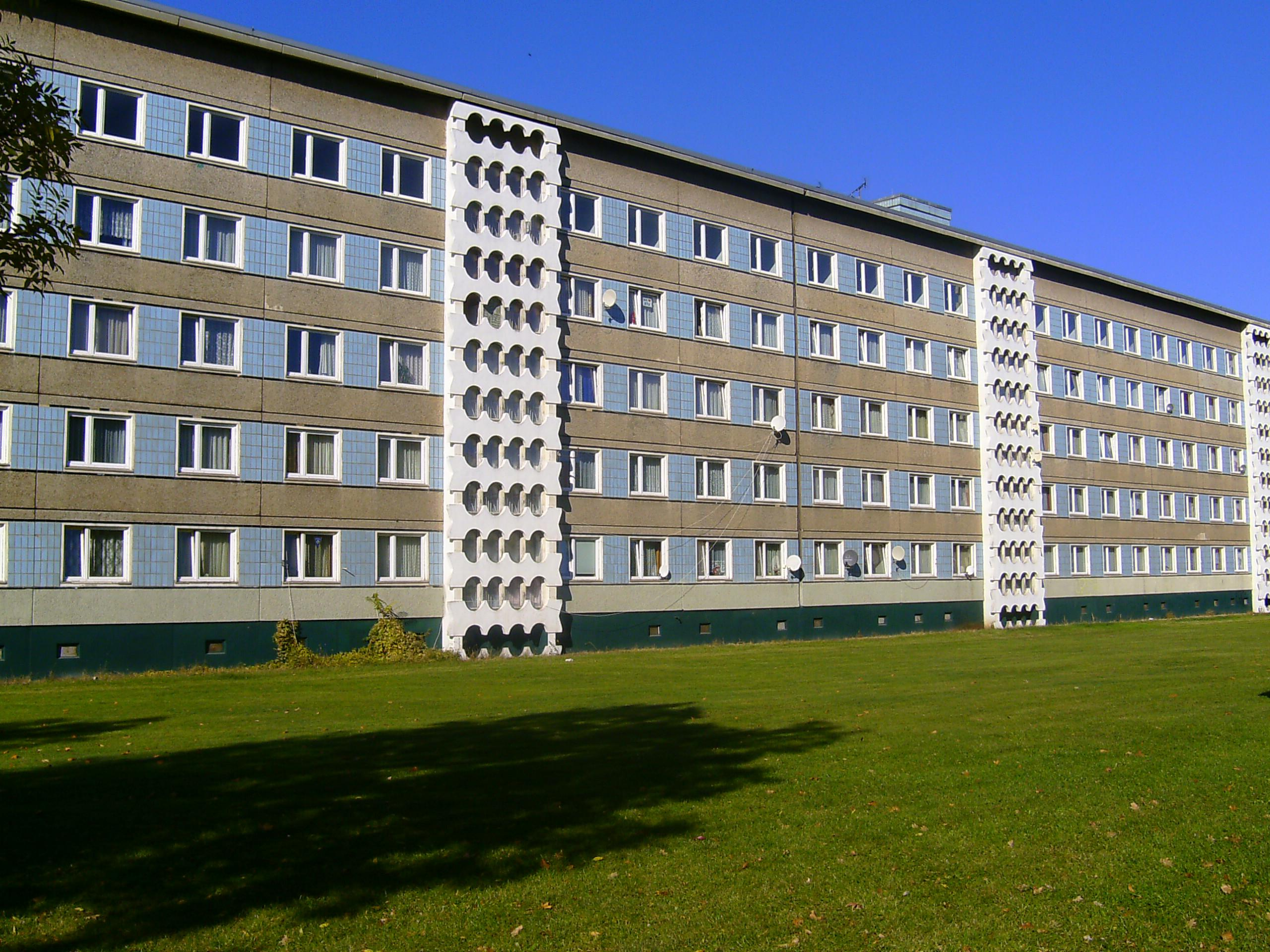
Wohnanlage der BTU

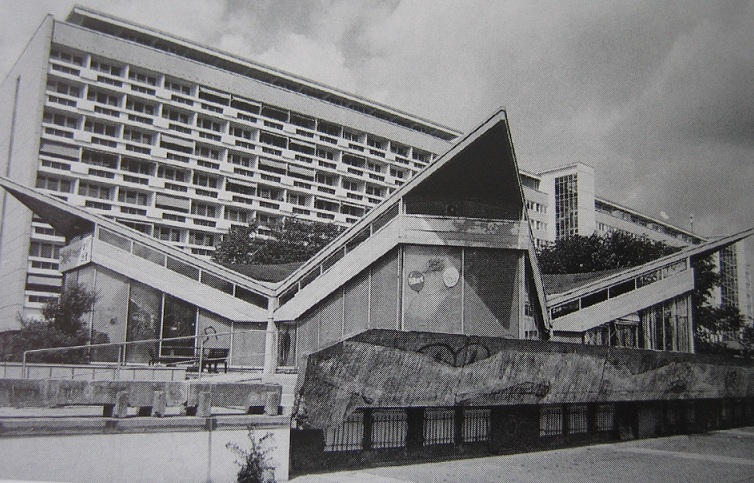
Mokkabar Kosmos

Anschließend entwarf Heinz Kästner die zweizügige Polytechnische Oberschule in Boxberg, welche zwischen 1968 und 1970 als Experimentalbau für die „Schulreihe Cottbus“ entstand. Hier wurden bildnerische Gestaltungen an den Fassaden eingebunden. Aber auch andere Schulbautypen wie der Typ „Erfurt“ wurden genutzt. Bei diesem Schultyp handelt es sich um einen typischen Doppelstandort, bei dem zwei Gebäude entlang des Fachraumgebäudes verbunden sind. Allein im Stadtteil Sandow entstanden 1968 sechs neue Schulen in vier verschiedenen Varianten. Das innenstadtnahe Bildungszentrum der DDR, dessen Bau 1969 begann, war einmalig in seiner Art: Wohnheime, Mensa und Lehrgebäude wurden im Plattenbaustil errichtet. Der große Hörsaal des Bildungszentrums war eingeschossig und nach Entwürfen von E. Kühn in Stahlbeton-Skelettbauweise errichtet worden. Der Saal war fensterlos und die Wandaußenflächen in Streifen mit rotem und weißem Splitt beschichtet. Nach Entwürfen von H.Hammer, M. Woitzik und W.Pradel wurde 1973 die dazugehörige Mensa in Stahlbeton-Mischbauweis errichtet. Ebenfalls wurden parallel zu dem peripheren Neubau-Wohngebieten auch 1965 ein Plan für ein neues Stadtzentrum erarbeitet, der bis Mitte der 1970er Jahre umgesetzt wurde. So eröffnete im Oktober 1968 das „Konsument Warenhaus“ (heute Galeria Kaufhof). Hierbei handelte es sich um einen dreigeschossigen Plattenbau. Die Außenwand wurde mit Stahl-Alu-Fenstern und strukturierten Sichtbetonplatten gestaltet. Im Oktober 1969, zum 20. Republikgeburtstag, eröffnete die Mokka-Milch-Eisbar „Kosmos“, auch als „Sternchen“ bekannt. Entworfen von J. Streitparth und G. Wessel handelte es sich um ein eingeschossiges Gebäude mit sternförmigem Grundriss. Am 18. Juli 1970 öffnete das Hotel „Lausitz“ seine Türen. Es verfügte über 214 Zimmer mit 345 Betten, ein Restaurant mit 200 Plätzen und ein Konferenzzimmer.

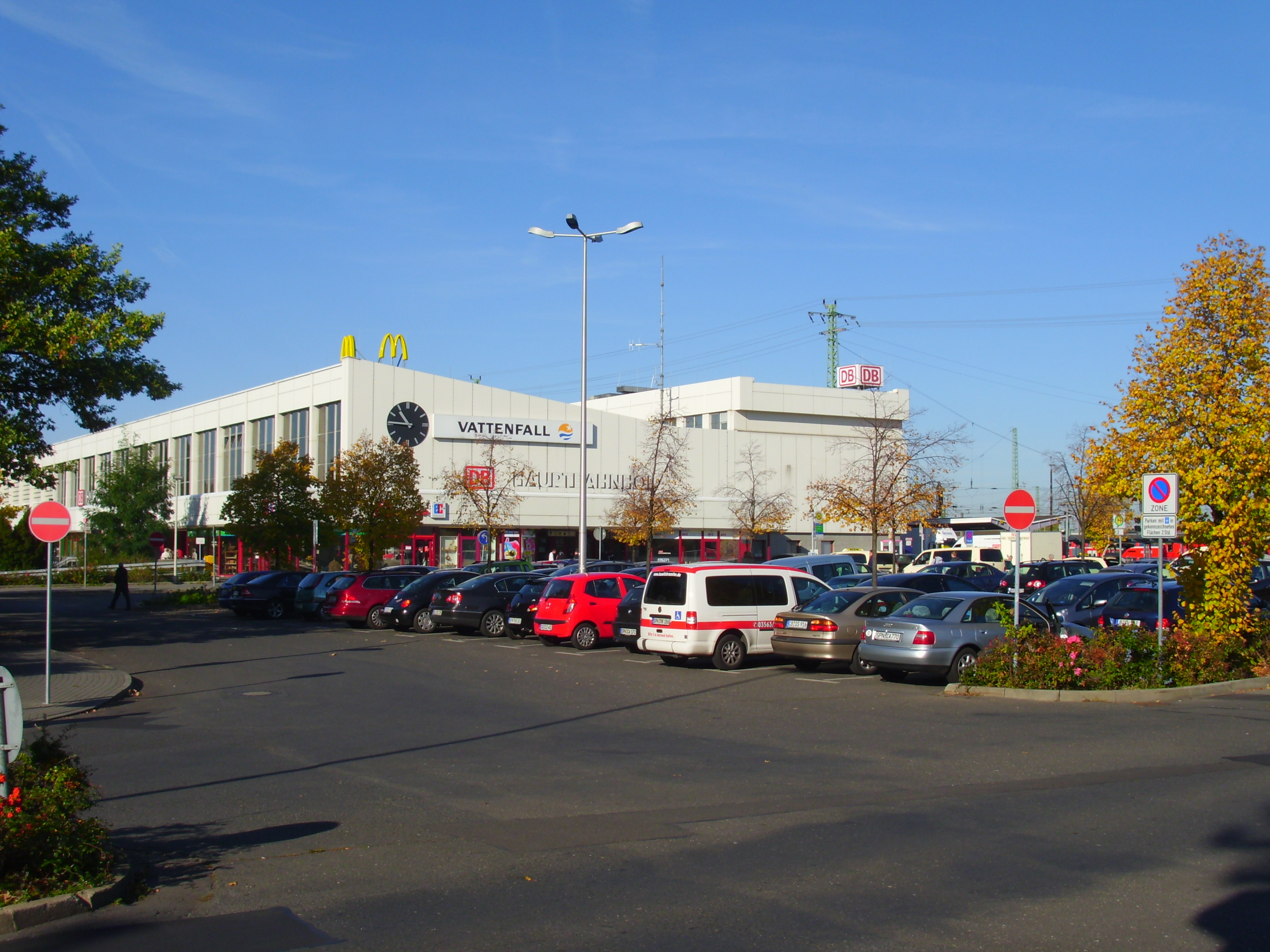
Bahnhofgebäude Seitenansicht Rechts vom Haupteingang

Der Architekt Eberhard Kühn gewann den ausgeschriebenen Wettbewerb des Bezirkes Cottbus für den Bau der Stadthalle Cottbus. Eingeweiht wurde die Stadthalle im Oktober 1975. Bei der Sanierung Anfang 2000 wurde der typische Baustil der 1970er Jahre beibehalten. Im Norden der Stadt begann Ende 1968 der Bau des Textilkombinat Cottbus (TKC). Nach nur neunmonatiger Bauzeit wurde im September 1969 mit der Produktion begonnen. Nach 1990 folgte ein drastischer Abbau von Arbeitskräften. Heute sind auf dem ehemaligen Werksgelände ein Einkaufszentrum, ein Ärztehaus und verschiedene Firmen angesiedelt.
1978 folgte die Einweihung des Empfangsgebäudes des Bahnhofes, nach Plänen von L. Kelemen. Bei der Halle handelte es sich um eine Stahlkonstruktion mit dreigeschossigem Gebäudetrakt in vorgefertigter Stahlbetonkonstruktion. Das einstige Empfangsgebäude war im Februar 1945 bei einem Luftangriff zerstört worden. 1982 wurde der Krankenhausneubau fertiggestellt. Der Neubau hat eine funktionelle und bauliche Anbindung an den Altbau. Hierbei handelte es sich um einen Gebäudekomplex mit drei- und fünfgeschossigen Funktionsgebäuden. In den Jahren 1976/1978 entstand das Redaktions- und Verlagsgebäude der Lausitzer Rundschau in der Straße der Jugend. Entworfen von F. Dubrau handelt es sich um einen siebengeschossigen Stahlbetonskelett-Montagebau mit Flachdach und Vorhangfassade in Metallleichtbau und Theraflex-Verglasung.

## Entwicklung nach 1990

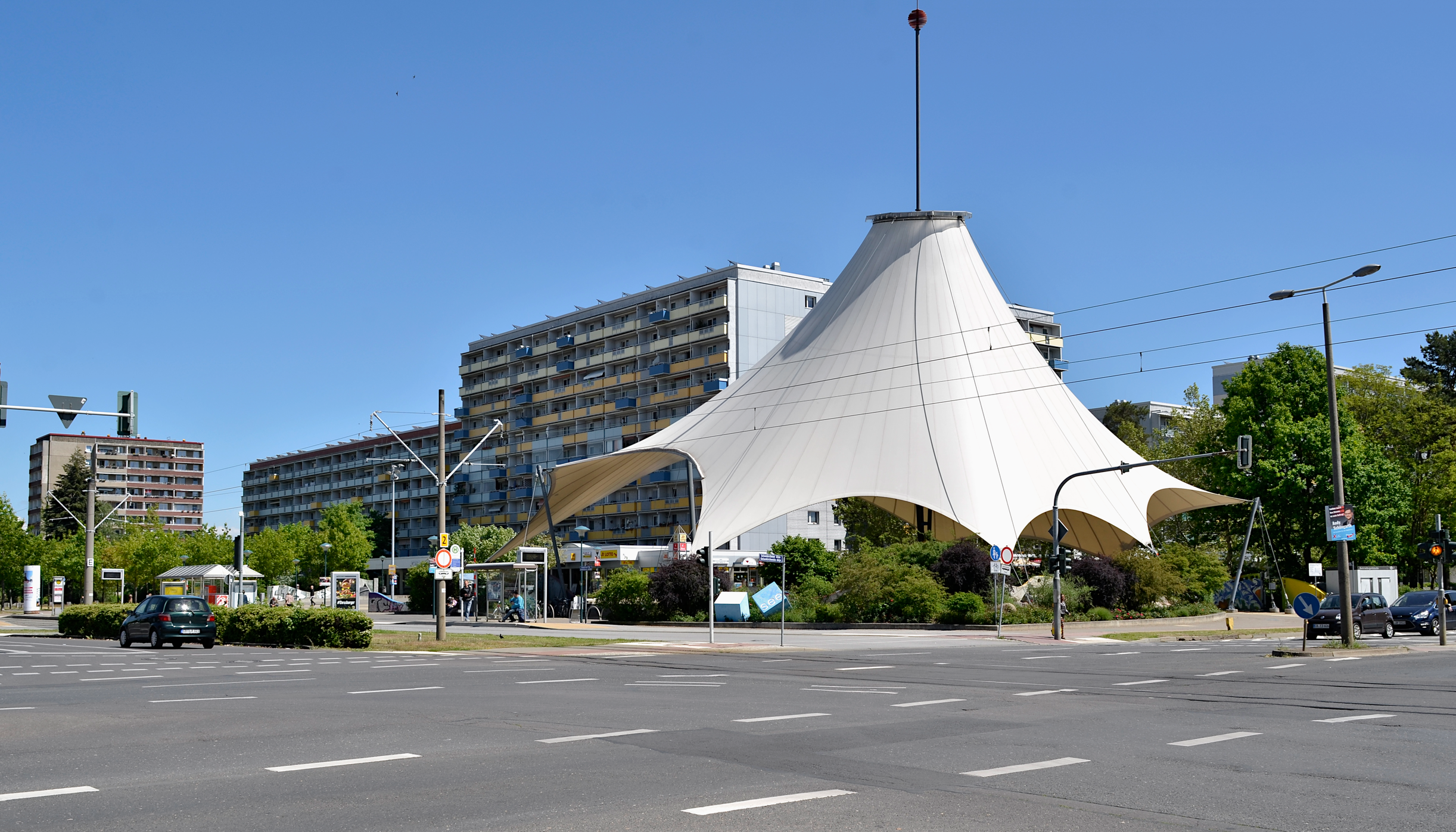
Gelsenkirchener Platz, umgestaltetes Stadtteilzentrum in Sachsendorf

Durch Geburtenrückgang und Abwanderung der Bevölkerung in die alten Bundesländer, verzeichnete die Stadt Cottbus nach 1990 einen hohen Einwohnerrückgang. Eine wesentliche Rolle spielte ebenfalls die wirtschaftliche Neuorientierung von Cottbus. Hier entwickelte sich die industrielle Monostruktur weiter zu einer differenzierteren Industrie-, Dienstleistungs- und Wissenschaftsstruktur. Durch die Ansiedlungen neuer mittelständischer Firmen, Verwaltungen sowie der Konzernzentrale Vattenfall, der Neugründung der BTU Cottbus und FH Lausitz stieg in der Stadtmitte wiederum der Bedarf nach geeignetem Wohnraum. 2001/2002 wurde gemeinsam mit der Stadtverwaltung Cottbus, dem Baudezernat und dem Amt für Stadtentwicklung und Stadtplanung sowie unter Abstimmung mit den Gemeinnützigen Wohnungsgenossenschaften das Stadtumbaukonzept der Stadt Cottbus (STUK) erarbeitet. Auf Grundlage des Stadtumbaukonzeptes wurde der Fokus ab 2003/2004 zuerst auf Sachsendorf/Madlow gerichtet, mit dem Schwerpunkt: Erhaltung und Aufwertung sowie Rückbau und Neuordnung. 2004/2005 kam das teilräumliche Konzept für den Stadtumbau Cottbus Neu Schmellwitz dazu, welches flächigen Abriss von Plattenbauten sowie Modernisierungen vorsah. Ebenfalls erfolgte die Aufwertung des innerstädtischen Bereichs mit dem Schwerpunkt der Sanierung „Modellstadt Cottbus-Innenstadt“ und die Modernisierungs- und Aufwertungsarbeiten der Spremberger Vorstadt. Es folgten Umbau- und Modernisierungsmaßnahmen in kleinerem Umfang in Sandow und Ströbitz. Auf Grund sinkender Wohnraumnachfrage hatte Neu Schmellwitz ab 2006 die Hauptlast des Rückbauprogrammes in Cottbus zu tragen. Darüber hinaus wurden mittels eines städtischen Monitorings bestehende und potenzielle Stadtumbaukulissen fortlaufend beobachtet, um Zuschnitte und Ziele an die tatsächlichen Erfordernisse anpassen zu können. In den gesamtstädtischen Planungen in den neunziger Jahren wurde auf das Wachstum gezielt.

### Stadtmitte

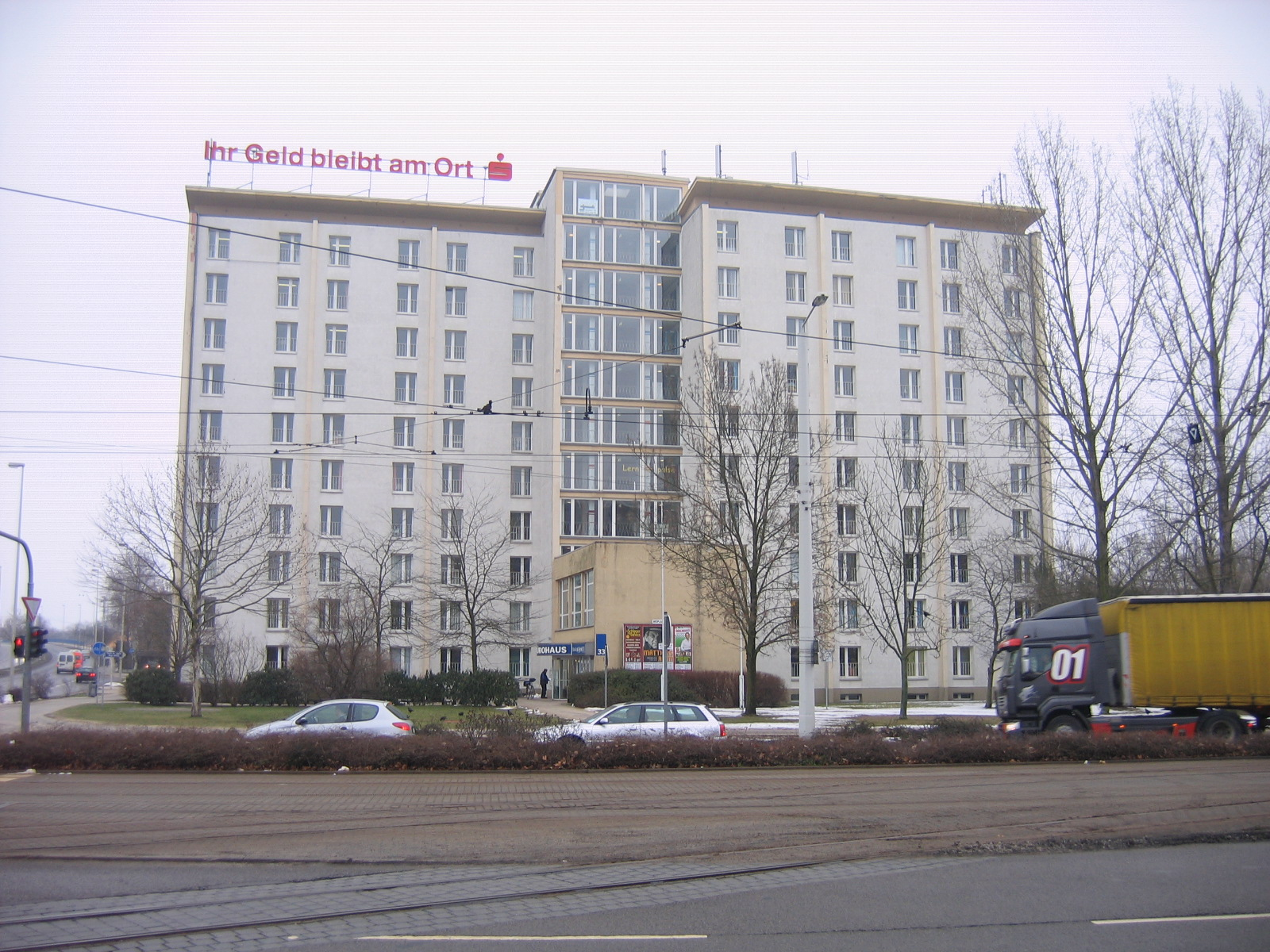
Straße der Jugend 33

In den Jahren 1992/1993 wurde das Hochhaus, Straße der Jugend 33, von der GWC umfassend saniert. Das Gebäude entstand 1962 erst als Wohnhaus, später wurde es ein Wohnheim. Nach der Sanierung dient es als Bürogebäude. Der Zehngeschosser wurde behindertengerecht ausgestattet und verfügt über zwei Aufzüge.
Für den Bau der Einkaufspassage Spreegalerie wurde das Hotel Lausitz 1993 abgerissen. Im Mai 1995 erfolgte die Eröffnung der Passage.
Im Jahr 2001 erfolgten umfassende Modernisierungs- und Rekonstruktionsarbeiten an der Stadthalle. Durch den Bau des Blechen Carrés folgte im Jahre 2006 der Abriss der Eisbar „Kosmos“ in der Stadtpromenade. Auch die Pavillons sowie die Fußgängerbrücke wurden abgerissen. Im September 2008 eröffnete das Einkaufszentrum „Blechen Carré“ im Stadtzentrum. 2009 wurde die Stadtpromenade 10–11 (Rossmann-Filiale) umgebaut. Die ursprüngliche Verkaufsfläche von 730 Quadratmetern verdreifachte sich. Alte Innenwände wurden abgerissen und neue Decken montiert. Fußböden wurden ebenso erneuert wie die Lüftungs- und Elektroanlagen. In dem Punkthaus Stadtpromenade 6 erfolgte der Umbau der Gewerberäume. Die Räume bekamen eine umweltfreundliche Wärmerückgewinnungsanlage. Die Beleuchtung und der Fußboden wurden erneuert. Im Jahre 2010 erfolgte die Sanierung des Wendischen Viertels in der Klosterstraße. Es erfolgte eine Außen- und Innensanierung der Häuser.
Gegenüber dem Cottbuser Hauptbahnhof, in der Görlitzer Straße, wurden die 1983 errichteten Plattenbauten abgerissen. Dort waren Wohnungen, Geschäfte, Büros und andere Gewerbeeinrichtungen untergebracht. Die GWC war gezwungen, diese wegen hohem Instandhaltungsrückstaus und damit verbundenem Leerstand aus wirtschaftlichen Gründen 2006 abzureißen. Die Knappschaft Bahn-See errichtete an dieser Stelle einen Bürokomplex. Mit diesem Abriss verschwand auch ein Mosaik-Wandbild mit dem Stadtwappen von Cottbus. Der Krebs war ein bekanntes gestalterisches Element auf dem tristen grauen Plattenbau. Die beiden Wohnscheiben belebten den Bereich um den Bahnhof.

### Spremberger Vorstadt
Besonders bei der älteren Bevölkerung war der Stadtteil durch seine verkehrsgünstige Lage beliebt. Wohnblocks in der Ottilienstraße und in der Gartenstraße, die Anfang der 1960er Jahre entstanden, wurden 2004 saniert. Zu den Arbeiten gehörten Innen- und Außensanierungen. Abgerissen wurden Häuser in der Dresdener Straße, Leuthener Straße und am Fontaneplatz. Etwa 90 Wohnungen im Umfeld vom Carl-Thiem-Klinikum wurden 2007 modernisiert. Das Wohnquartier Finsterwalder Straße 50/51, die Räschener Straße 34–39 sowie die Calauer Straße 22 bis 23 wurden 2008 bis 2010 modernisiert. Dort entstanden Eigentumswohnungen und moderne genossenschaftliche Mietwohnungen. Einige Wohnungen wurden auch behindertengerecht umgebaut. Durch den Kauf eines privaten Investors wurde das Hochhaus in der Thiemstraße 71 komplett saniert. Die 117 Wohnungen wurden altersgerecht umgebaut. Die Wohnungen Dresdener Straße/Ecke Hermann-Löns-Straße wurden 2009 umfassend modernisiert. Es entstanden Gäste- und Studentenwohnungen.

### Sachsendorf / Madlow

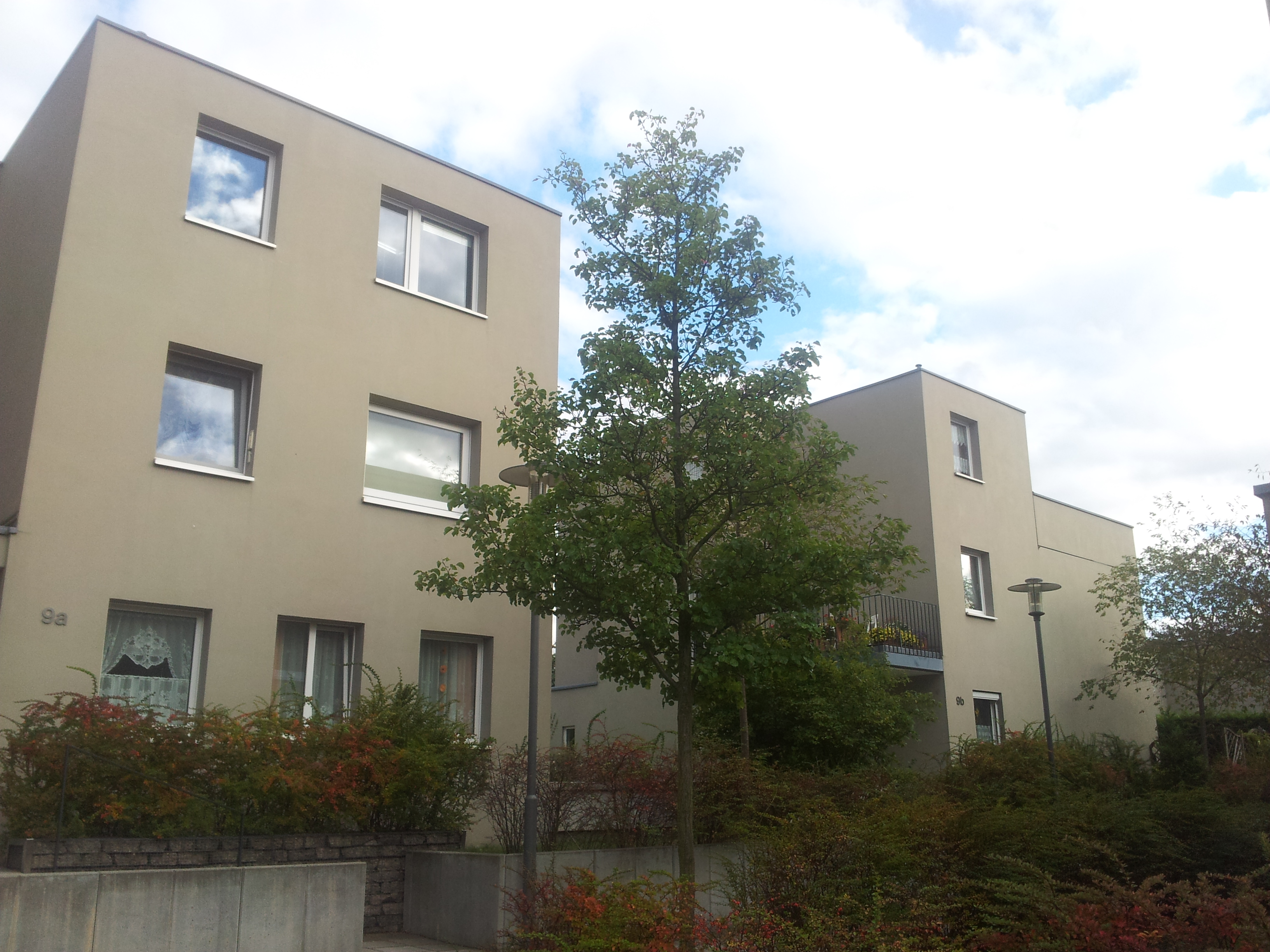
Stadtvilla in der Theodor-Storm-Straße

Aufgrund der sozialen und wirtschaftlichen Probleme sowie hohen Leerstandzahlen wurde die um die alten Dorfkerne von Sachsendorf und Madlow entstandene Großwohnsiedlung Sachsendorf-Madlow 1999 in das Bund-Länder-Programm „Soziale Stadt“ aufgenommen. Die Aufgaben bestanden darin, das Wohnumfeld aufzuwerten, das Wohnraumangebot zu reduzieren und den Stadtteilen die soziale Infrastruktur anzupassen.

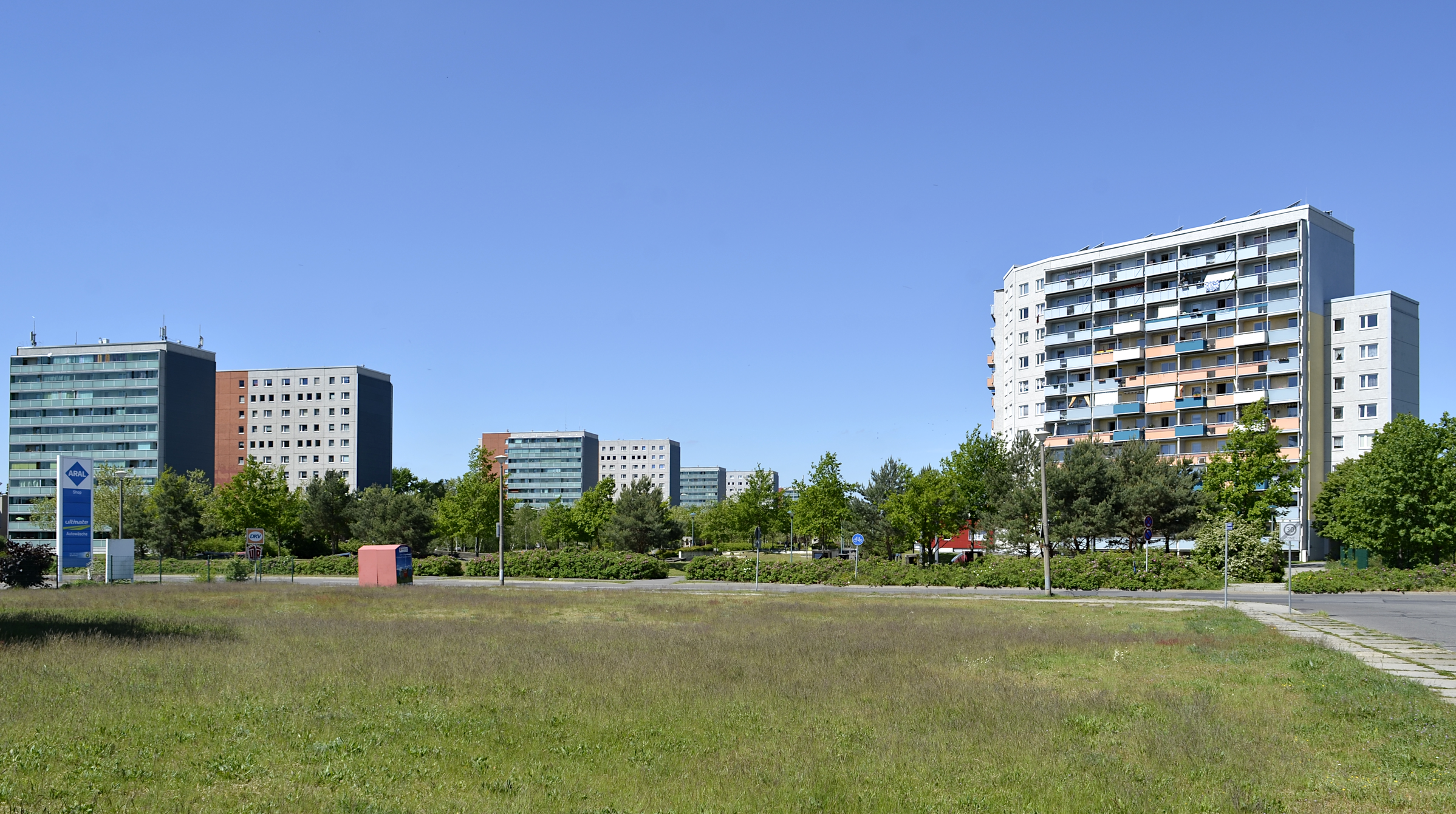
Modernisierte Plattenbauten in der Gelsenkirchener Allee.

An dem städtebaulich äußerst kritischen Übergang der Großsiedlung zu einer angrenzenden Einfamilienhaussiedlung wurden zwei von drei Plattenbauhochhäusern saniert und aufgewertet. Der dritte Plattenbau wurde demontiert. Schrittweise wurden aus den Einzelmodulen fünf „Stadtvillen“, die zwei- bis dreigeschossig waren. Es konnte ein Drittel der Bauteile des Plattenbaus wieder verwertet werden. Die Stadtvillen in der Theodor-Storm-Straße erfüllen höchst innovative, ökologische Ansprüche. Entworfen wurden diese Bauten von dem Cottbuser Architekturbüro Zimmermann & Partner in enger Zusammenarbeit mit dem Landschaftsarchitekten Geskes & Hack aus Berlin. Die Bausubstanz der ehemaligen Plattenbauten sollte bewusst erkennbar bleiben, was den neuen Mehrfamilienhäusern einen eigenen Charakter gab. Es entstanden 13 unterschiedliche Etagen- und Maisonettewohnungen. Diese sind mit Dachterrassen, Balkonen und Gärten versehen. In der Turower Straße erfolgte ein Quartierumbau mit Modernisierung, Teilrückbau und Wohnumfeldverbesserung.
Im Bereich Hegelstraße wurde der größte Teil an Wohnungen aufgrund des hohen Wohnungsleerstandes, hoher Bebauungsdichte und der Lage am Randgebiet der Stadt, abgerissen. Im Stadtteilzentrum Gelsenkirchener Allee wurden Wohnungen modernisiert und die Grundrisse geändert. Innen- und Außensanierungen wurden vorgenommen, so zum Beispiel eine neue farbliche Gestaltung und eine Modernisierung der Balkone. Gebäude, die bereits 30 Jahre alt waren, wurden in der Lauchhammer Straße abgerissen.

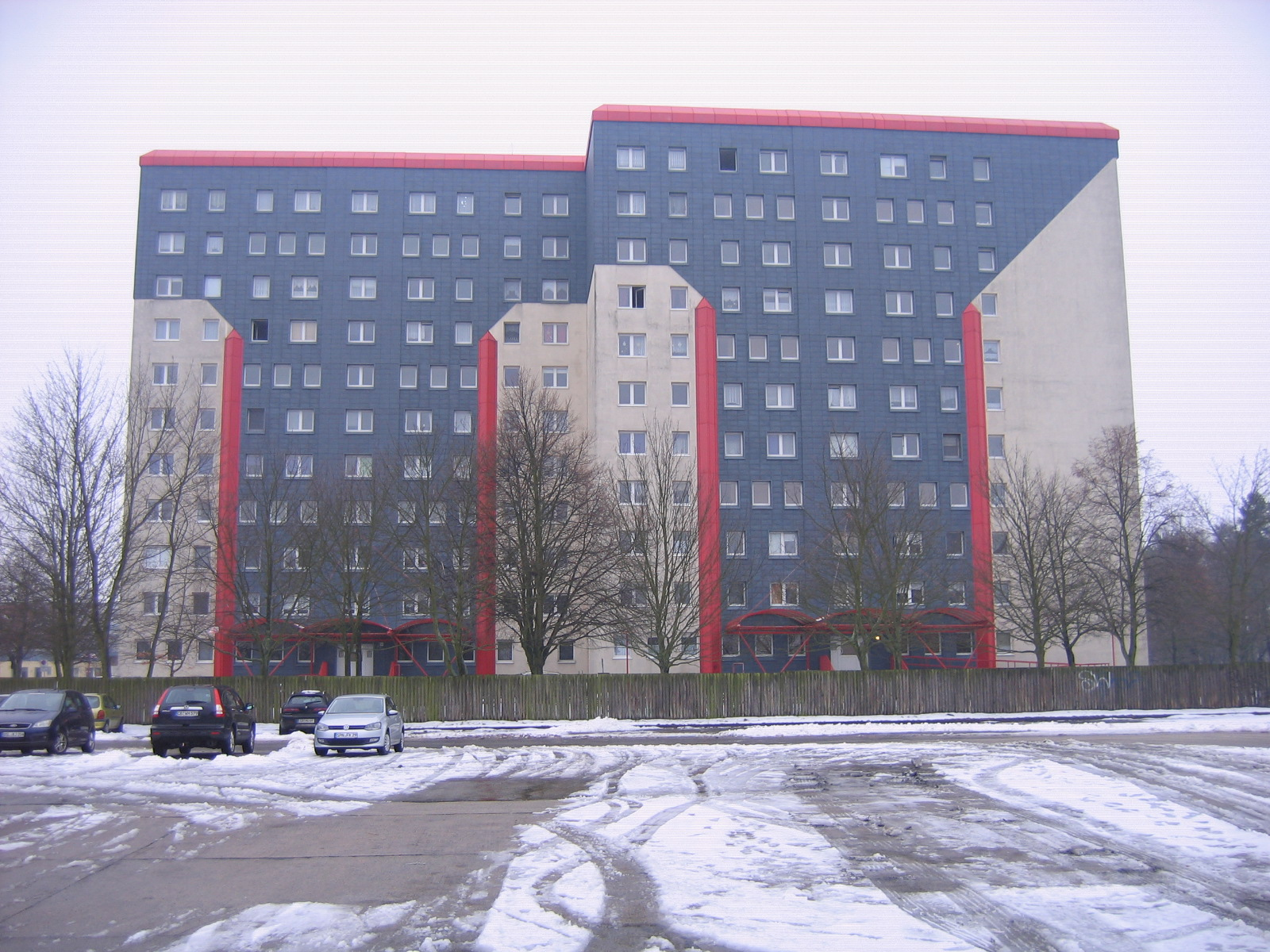
Thierbacher Straße 13 – Das Blaue Wunder

Die Gebäudewirtschaft Cottbus (GWC) hat zwischen den Jahren 2000 und 2010 etwa 4000 Wohnungen abgerissen. Drei Hochhäuser mit elf Etagen wurden in der Schopenhauer Straße abgetragen. Das dreiflügelige Hochhaus in der Thierbacher Straße 13/13a/13b ist 1976 in Plattenbauweise gebaut worden. Vor der deutschen Wiedervereinigung diente das Hochhaus als Arbeiterunterkunft. Bei der Sanierung wurden die Grundrisse der Wohnungen geändert. Dazu ist das Gebäude komplett entkernt worden. Die Fahrstuhlanlagen wurden erneuert. Kunststofffenster mit isoliertem Wärmeglas wurden eingebaut. Jede Wohnung erhielt eine Fußbodenheizung. Alle bestehenden Wohnungswände, öffentliche Flure und Fahrstuhlschächte erhielten zusätzliche Schall- und Wärmedämmung. Die Hauseingänge sind zum Teil behindertengerecht umgebaut. Im Nordwesten von Sachsendorf/Madlow befindet sich das Gebiet Jänschwalder Straße. Die Bebauungsstruktur ist gleichförmig und monostrukturiert. Unterschiedlich ausgeprägt ist der Sanierungsgrad der Gebäude. Der durchschnittliche Wohnungsleerstand betrug 2001 etwa 30 Prozent. Da das Quartier Nähe zur Kernstadt hatte, sollte durch Rückbau und Aufwertung das Gebiet erhalten bleiben und langfristig eine neue, positive Perspektive entwickelt werden. Die vorgesehenen Maßnahmen konnten aber nur in Teilbereichen umgesetzt werden. Durch den anhaltenden Bevölkerungsrückgang sahen sich die Wohnungsunternehmen veranlasst, mehr Wohnungsbestände rückzubauen als geplant.

### Sandow
Sandow war einer der ersten Stadtteile in Cottbus mit Neubauwohnungen überwiegend in P2-Bauweise. Durch seine Lage direkt an der Spree war dieser Stadtteil schon immer sehr beliebt. Durch den Rückbau von Plattenbauten in anderen Stadtteilen, nahm die Einwohnerzahl in Sandow zu. Statt große Flächen freizuräumen, wie in anderen Teilen der Stadt, wurden meist nur ein bis zwei Häuser abgerissen. In der Hermannstraße entstand ein neues Einkaufszentrum. Ein Drittel der Bevölkerung ist über 65 Jahre alt. Sehr viele Wohnungen wurden bei der Sanierung altersgerecht umgebaut. Dazu gehörten barrierefreie Zugänge im Eingangsbereich sowie der Einbau von Fahrstühlen. Teilweise wurden Fahrstühle auch an der Außenfassade angebracht. Die Grundrisse der Wohnungen mussten dadurch nicht verändert werden. Innerhalb der Wohnungen wurden die Stufen zum Bad und zum Balkon entfernt. Am Doll 3 wurde eine neue Gas-Kesselanlage installiert, die mit umweltfreundlichem Erdgas betrieben wird. Die Gebäudewirtschaft Cottbus begann 2005 mit der Sanierung in der Franz-Mehring-Straße, der Thomas-Müntzer-Straße und mit dem Abriss eines Wohnhauses am Lindenplatz.

### Ströbitz
Der Stadtteil Ströbitz ist eingerahmt vom Stadtzentrum und weitläufigen Kleingartenanlagen. Die zentrale Lage und die guten Verkehrsanbindungen zählen zu den Vorteilen. Durch die Nähe zur BTU (Brandenburgische Technische Universität) zieht der Stadtteil auch immer mehr junge Leute an. Nach 1990 wurde mit der Sanierung der Plattenbauten begonnen. Der überwiegende Teil der Wohnungen wurde teilsaniert, komplett sanierte Wohnungen wurden Eigentumswohnungen. Bei den Gebäuden erfolgte eine Innen- und Außensanierung.

### Neu-Schmellwitz

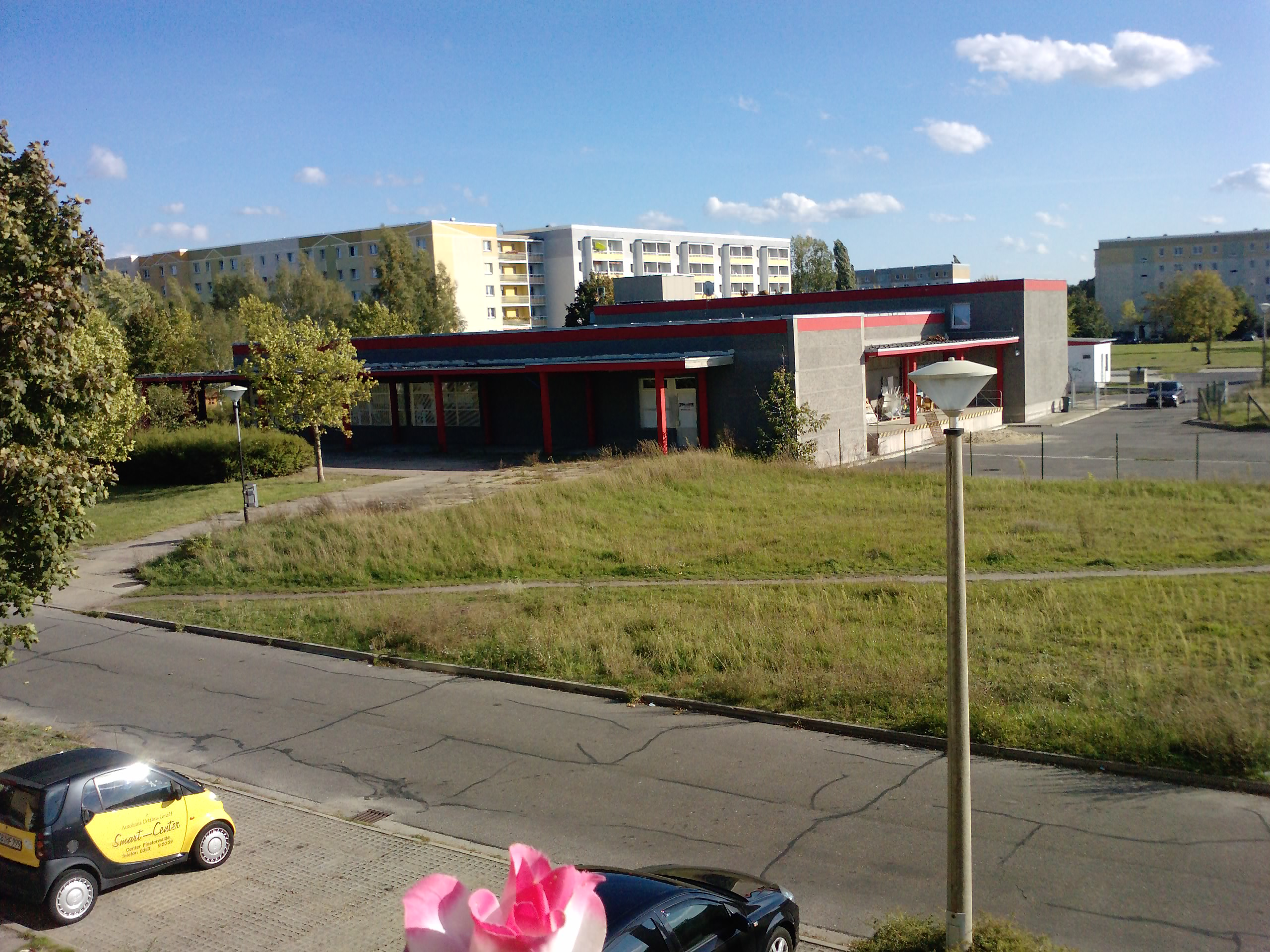
Ehemalige Kaufhalle, im Hintergrund sanierte Plattenbauten

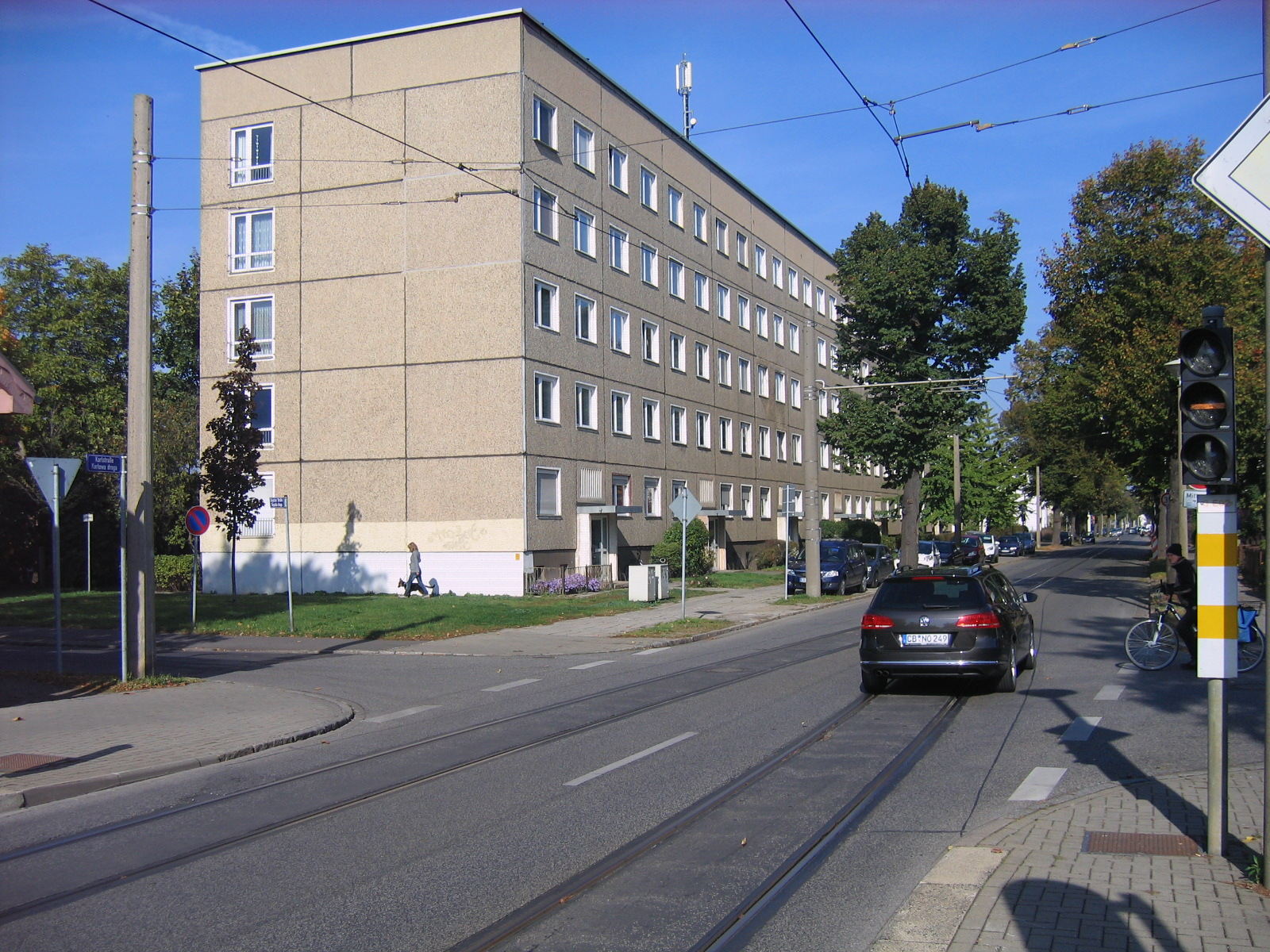
Plattenbau in der Schmellwitzer Straße

Neu-Schmellwitz ist das jüngste in industrieller Bauweise errichtete Wohngebiet. Im östlichen Teil des Stadtgebietes zeigte sich der Wohnungsleerstand am höchsten und es wurden am wenigsten Wohnumfeldaufwertungen realisiert. Zwischen 1995 und 2006 ging die Einwohneranzahl um 47 Prozent zurück. Jede dritte Wohnung war unbewohnt. In den kommenden Jahren sollte ca. die Hälfte von Neu-Schmellwitz rückgebaut werden. Es lagen Konzepte zur Nachnutzung der neugewonnenen Freiflächen wie zum Beispiel Renaturierung (Wiederherstellung von naturnahen Lebensräumen) oder landwirtschaftlicher Nutzung vor, jedoch konnten diese noch nicht realisiert werden. Von 1994 bis 2004 fanden umfangreiche Modernisierungen im Osten diesen Stadtteils statt. Der Rückbau der ersten Wohnungen begann im Herbst 2006/07 im Gebiet der Gotthold-Schwela-Straße. Im Innenhof der Zuschka wurden zu dieser Zeit zwei Blöcke zurückgebaut. Das Quartier der Rudniki Straße und teilweiser Rückbau der Willy-Budich-Straße sowie Hutungstraße folgten 2007 und 2008. Große Teile der Kauperstraße wurden 2008/2009 abgerissen. Gekoppelt an dem Rückbau der Wohnungen waren die Einrichtungen der sozialen Infrastruktur. 2011 wurden zwei Schulen abgerissen. Die zugehörigen Turnhallen sollten ursprünglich ebenfalls abgerissen werden. Diese Abrisspläne wurden durch das Engagement des Offenen Netzwerks Schmellwitz und des Bürgervereins verhindert, da diese der Stadtverwaltung aufzeigen konnten, dass für diese Standorte weiterhin Nutzungsbedarf besteht. Bis 2013 wird die Entwicklung der Einwohnerzahlen in dem Randgebiet des Stadtteils beobachtet, um über eventuell weitere baulichen Maßnahmen zu entscheiden.

### Alt Schmellwitz
Der Stadtteil liegt im Norden von Cottbus in der Nähe zur BTU und zum Stadtzentrum. Wohnungen aus den 1970er Jahren in der Siedlungs- und Friedensstraße sowie im Löbensweg wurden komplett saniert. In der Bodo-Uhse-Straße wurden 2011 Häuser aus den sechziger Jahren von der Cottbuser Gebäudewirtschaft modernisiert. Die Wohnungen bekamen neue Balkone und Wärmedämmung. 2012 begann die GWC mit der Modernisierung der Wohnungen in der Bonnaskenstraße und Sielower Straße. An den Gebäuden erfolgte eine Innen- und Außensanierung.

## Öffentliche, soziale und medizinische Einrichtungen

### Carl-Thiem-Klinikum
Bereits 1975–1983 fanden im Carl-Thiem-Klinikum umfassende Neubauprogramme statt. Zehn Jahre später ergaben sich erneut höhere Bedürfnisse in der medizinischen Versorgung, bedingt durch den medizinischen Fortschritt der Zeit nach der Wiedervereinigung. Neben dem Ziel modernere Medizintechnik zu integrieren, sah die zweite Phase vor weitere Um- und Erweiterungsbauten sowie Modernisierungen vorzunehmen. Seit 1997 wurde zum Beispiel ein 90-Bettenhaus in Betrieb genommen. 1998 folgte die Übergabe eines modern ausgestatteten Aufwachraumes. Das Klinikum befindet sich im stetigen Wandel der Anpassungs-, Modernisierungs- und Erweiterungsbau.

### Alten- und Pflegeheime

#### Pflegezentrum Cottbus-Sachsendorf

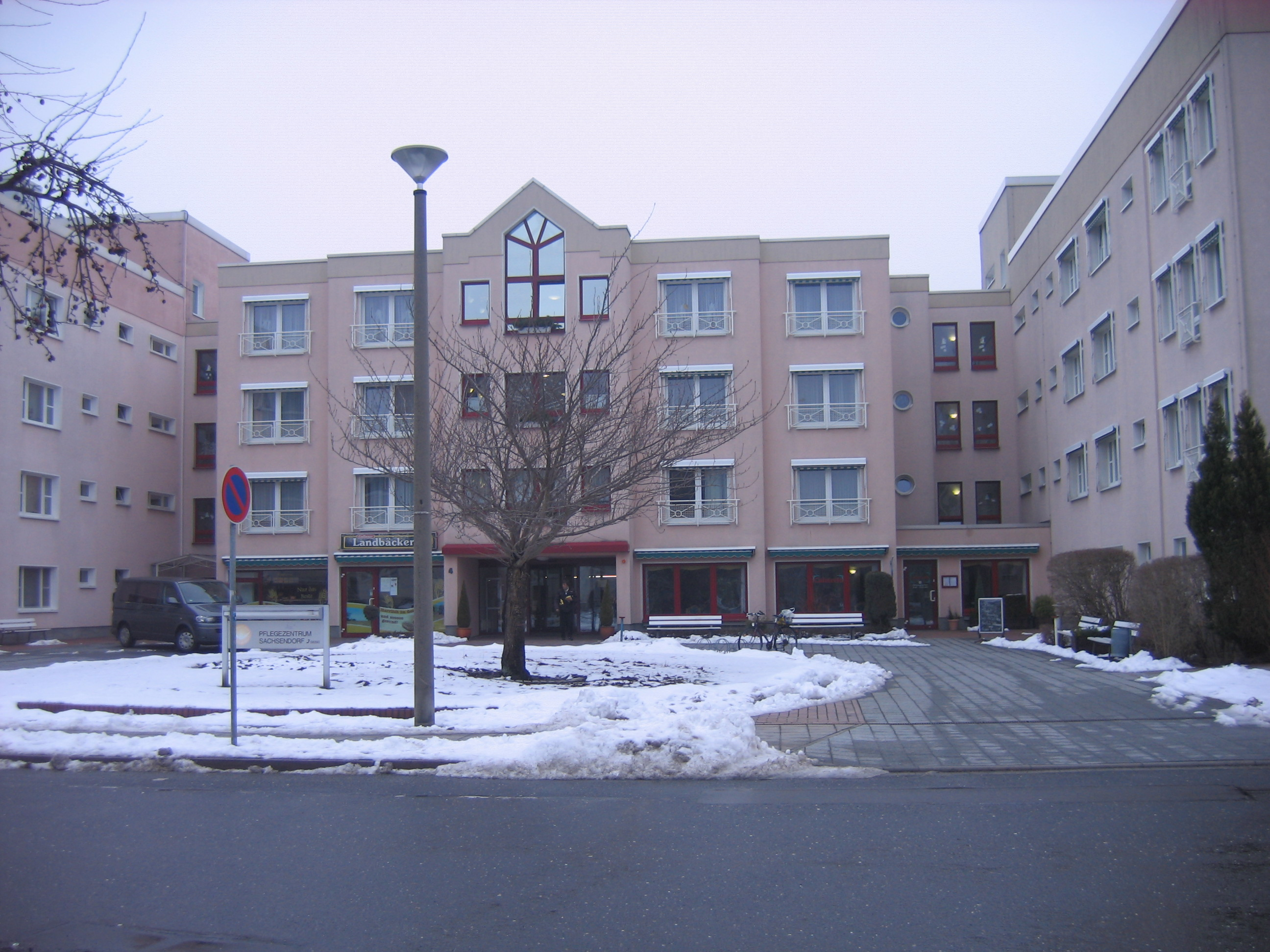
Pflegezentrum Sachsendorf

Erbaut wurde das Pflegezentrum Cottbus-Sachsendorf 1978 und befand sich 14 Jahre lang in kommunaler Trägerschaft der Stadtverwaltung Cottbus. Durch ein Ausschreibungsverfahren erfolgte im Jahre 1992 die Ausgliederung einiger Pflegeheime in Cottbus aus kommunaler Zuständigkeit. Dazu zählte auch das Pflegezentrum Cottbus-Sachsendorf. Die M.E.D Cottbus begann nach erfolgten Zuschlag am 1. Oktober 1992 (Gründungstag der GmbH) mit der Betreibung der Einrichtung. Als erstes Pflegeheim der Stadt Cottbus wurde die Einrichtung 1994–1996 komplett saniert. Durch Aussehen und liebevoller Pflege der Außenanlagen verschönerte die Einrichtung das Stadtbild von Sachsendorf.

#### Senioren-Wohnpark Cottbus
Der Senioren-Wohnpark Cottbus liegt unmittelbar an der Spree, die den gesamten Stadtteil Sandow durchzieht.
Gebaut wurde das Haus 1975 und wurde 2004 komplett saniert.

#### Paulinen-Wohnanlage
Das Hochhaus in der Thiemstraße 71 wurde 1966 gebaut. Zwischenzeitlich stand es leer. Im Jahre 2010 begann der Umbau zur altersgerechten „Paulinen-Wohnanlage“. Folgende Sanierungsmaßnahmen wurden vorgenommen:
- Anbau eines Wärmedämm-Verbundsystem
- Grundrissänderungen, Zusammenlegung von kleinen Einraumwohnungen zu Zweiraumwohnungen, ausgebaut wurden jeweils eine Loggia zu den Wohnräumen
- Schaffung von 100 Wohnungen im Hochhaus
- Neubau eines eingeschossigen Flachbaus mit 17 Wohnungen und Mietergärten
- Schaffung von Serviceangeboten (Arztpraxis, Waschcafe, Wellness-Bereich, Betreutes Wohnen, Concierge)

### Schulen und Kitas

#### Typenbauten von Schulen in der DDR

##### Typ Cottbus 1962
Dieser Gebäudetyp bestand aus einem vollunterkellerten, dreigeschossigen Unterrichtsgebäude mit zwei abgeschlossenen Treppenhäusern. Das Gebäude war symmetrisch gegliedert und in allen Geschossen befanden sich erweiterte Flurbereiche. Dieser Gebäudetyp verfügte über kurze Wege zwischen den Unterrichts- und Fachunterrichtsräumen.

##### Typ Cottbus 1977
Dieser Gebäudetyp bestand ebenfalls aus einem vollunterkellerten, dreigeschossigen Unterrichtsgebäude mit zwei abgeschlossenen Treppenhäusern. Über einen zweigeschossigen Verbindungsbau war ein Mehrzweckgebäude angeschlossen.
Ebenfalls von den Stadtumbauplänen betroffen waren Schulen, Kitas und andere öffentliche Einrichtungen. Je nach Stadtteillage wurden die in den sechziger Jahren entstandenen Plattenbauten abgerissen, modernisiert oder umfunktioniert. Zumeist stieg bzw. sank der Bedarf an Betreuungsstätten parallel zu der demographischen Entwicklung der einzelnen Stadtteile. Aus dem Schulentwicklungsplan 2007–2012 der Stadt Cottbus ging hervor, das zwischen 1991 und 2002 eher die Erweiterung der Kapazitäten der Grundschulen und Gymnasien im Vordergrund standen.
2002–2007 änderte sich jedoch der Bedarf aufgrund der demografischen Entwicklung und der Fokus stand nun auf der Reduzierung von Kapazitäten. Als Folge wurden insgesamt 28 Plattenbauschulen geschlossen. Drei wurden abgerissen, einige konnten nachschulisch weitergenutzt werden, wurden saniert und manche stehen heute noch leer. Auch Turnhallen wurden abgerissen und vereinzelt in moderner Version wieder aufgebaut. Ebenfalls wurden einige Kindertagesstätten abgerissen oder umfunktioniert, insofern sie sich nicht in freier Trägerschaft befanden.

#### Sachsendorfer Oberschule

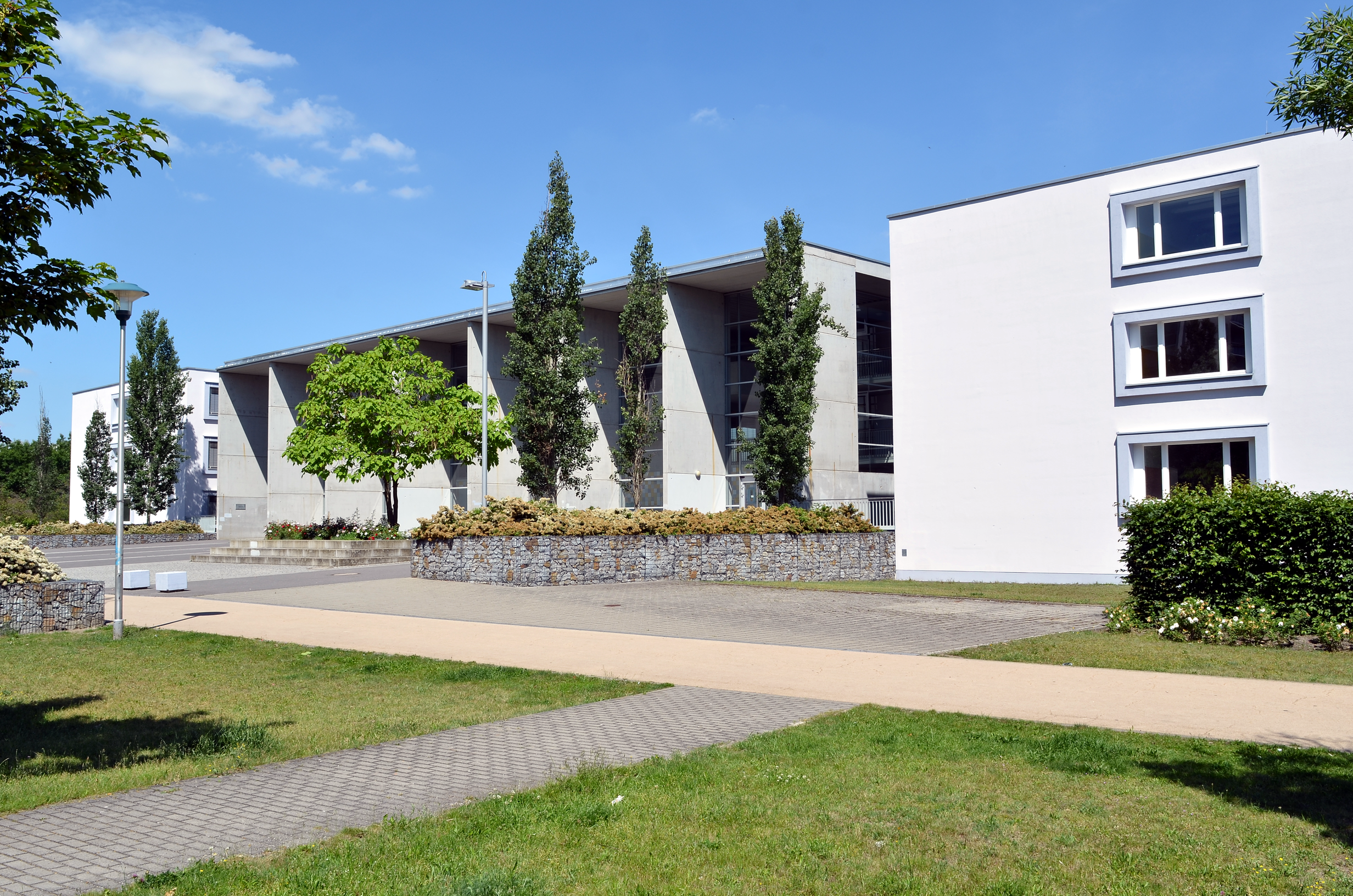
Sachsendorfer Oberschule

Bestandteil des Quartiersentwicklungskonzeptes Turower Straße, war die Schule in der Schwarzheider Straße 7. Saniert wurden die Häuser 1 und 2 des Schulgebäudes. Abgebrochen wurden die Aula und der Verbindungsgang. Die Sporthalle entsprach nicht den Vorgaben der DIN 18032 und war baufällig. Deshalb wurde die Halle schon im Jahr 2004 zurückgebaut. Niveaugleich wurden drei neue Bauteile in dem Bereich zwischen den Häusern eingefügt.
Die nachbarschaftsbezogene Umnutzung der seit August 1997 leer stehen Kindertagesstätte im Quartier Turower Straße wurde als Startprojekt des Programms „Soziale Stadt“ ausgewählt. Vorhaben war es, durch den Umbau die Stabilisierung der Nachbarschaft zu unterstützen. Das Haus wurde behindertengerecht umgebaut und bietet seit 2001 Vereinen und Bürgern Räume für offene Treffen, Weiterbildung, Freizeitgestaltung, Kunst und Kultur sowie Familientreffen. Der Rückbau von 160 Wohnungen durch Herausnahme ganzer Haussegmente, die Aufwertung der verbleibenden Wohnungen und des Wohnumfeldes, sowie die Modernisierung des Schulstandortes.
Die IBA (internationale Bauausstellung) führte 2007 zusammen mit dem Landkreis Spree-Neiße einen internationalen Architekturwettbewerb für den Umbau des Fürst-Pückler Gymnasiums an der Hegelstraße durch. Das Hamburger Büro pmp Architekten Padberg & Partner gewann. Das Fürst-Pückler Gymnasium ist nach Zusammenlegung von drei Schulen, dass derzeit größte Gymnasium im Land Brandenburg.

#### Regine-Hildebrandt-Grundschule Haus B

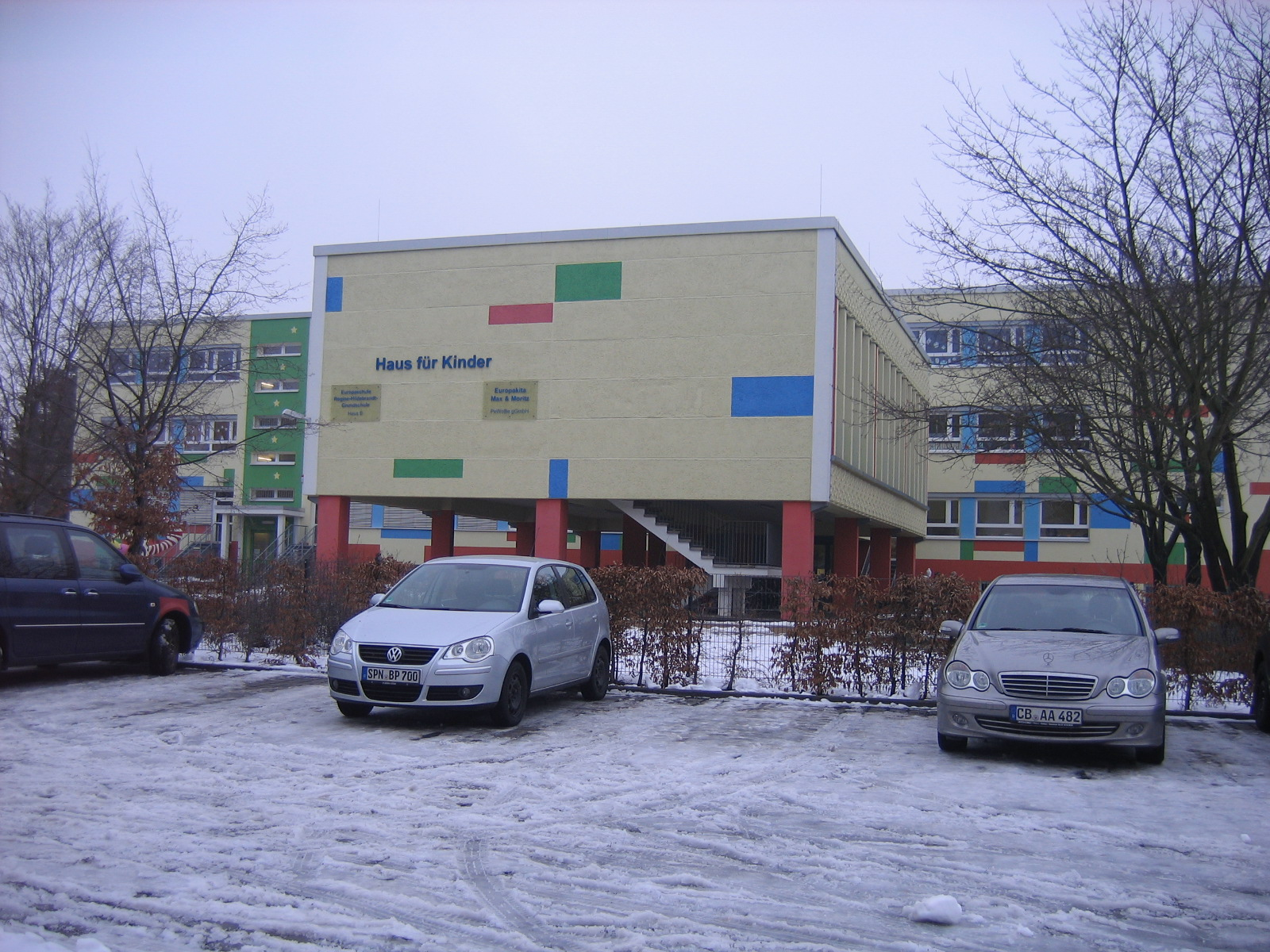
Regine-Hildebrandt-Grundschule Haus B

Das Schulgebäude mit Zwischenbau und einer Aula der Regine-Hildebrandt-Grundschule wurde in den Jahren 1980/81 in der leichten Geschossbauweise errichtet. Es verbindet die Aula mit einem eingeschossigen Zwischenbau. Vom Ministerium für Bildung, Jugend und Sport des Landes Brandenburg wurde das Raumprogramm am 21. November 2005 bestätigt.
Umgesetzt wurden folgende Punkte des Raumkonzeptes:
Im Erdgeschoss Schaffung von Nutzungseinheiten, damit die Flurbereiche flexibel und vollständig in die Nutzung integriert werden können;
außerdem Schaffung eines großzügigen Eingangs-, Warte- und Informationsbereiches im Erdgeschoss;
ein zusätzlicher Sanitärbereich in der Kita;
für die Lehrer Einrichtung von Aufenthalts- und Arbeitsräumen
Neugestaltung der Aula;
Aufwertung des Untergeschosses für die Essensausgabe der Kita- und der Schulkinder.
Von Bedeutung war bei der Sanierung:
Entsprechend dem neusten Stand der Technik Sanierung des Gebäudes und der technischen Anlagen,
vollständige Fassadensanierung inklusive Erneuerung der Fenster mit Sonnenschutz.
Neuaufbau der Dächer und des Blitzschutzes,
brandschutztechnische Ertüchtigung des Schulgebäudes,
Eingliederung des Untergeschosses in die Schul-, Kita- und Ganztagsbetreuung, sowie
Spielmöglichkeiten für alle Altersklassen, Neugestaltung der Außenanlagen.
An der Sanierung waren 25 Bauunternehmen beteiligt. Nach 17 Monaten Bauzeit wurde die Schule wieder am 1. September 2008 in Betrieb genommen.

#### Bildungszentrum Cottbus

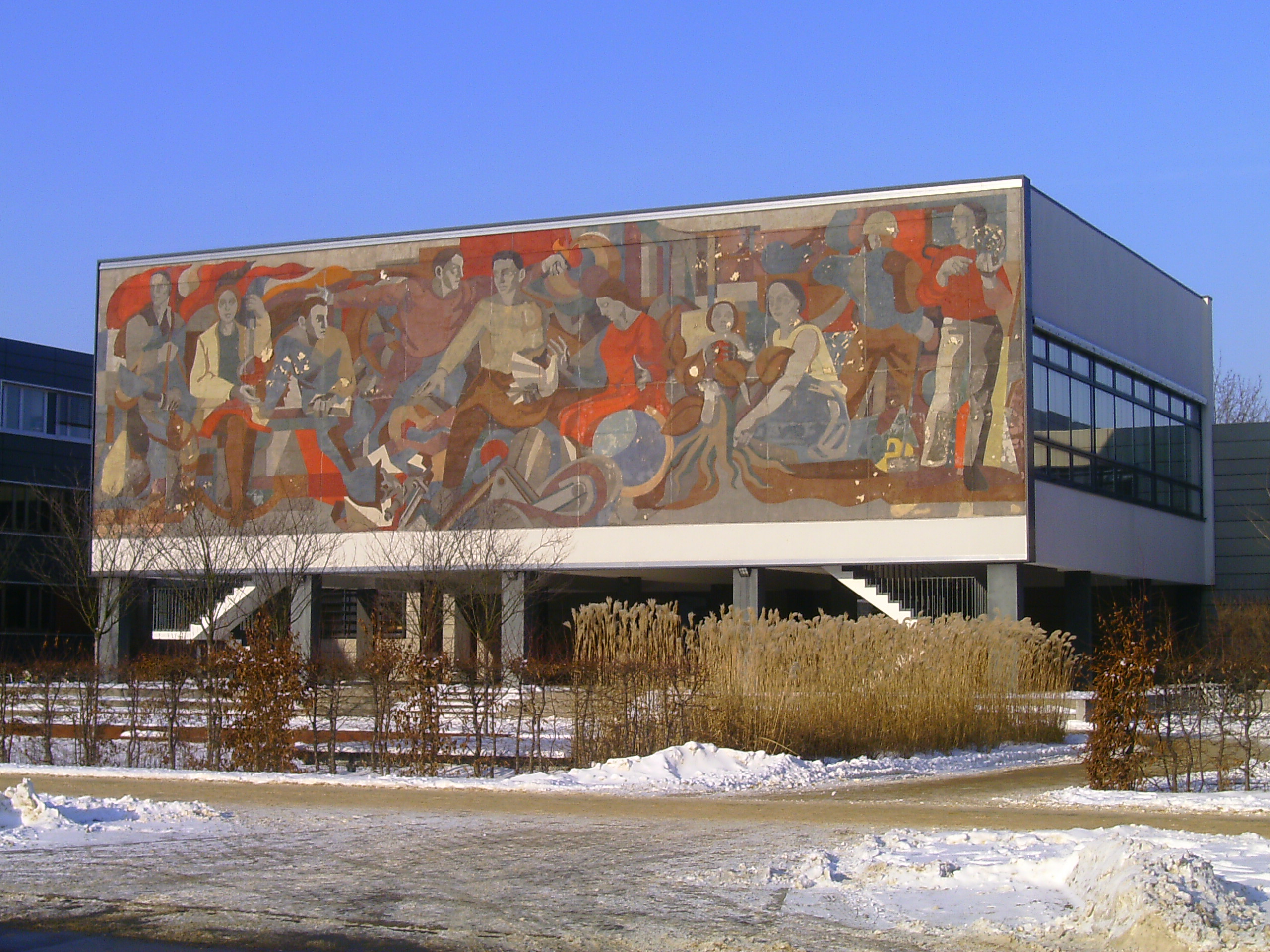
BTU Cottbus Lehrgebäude 2A/B

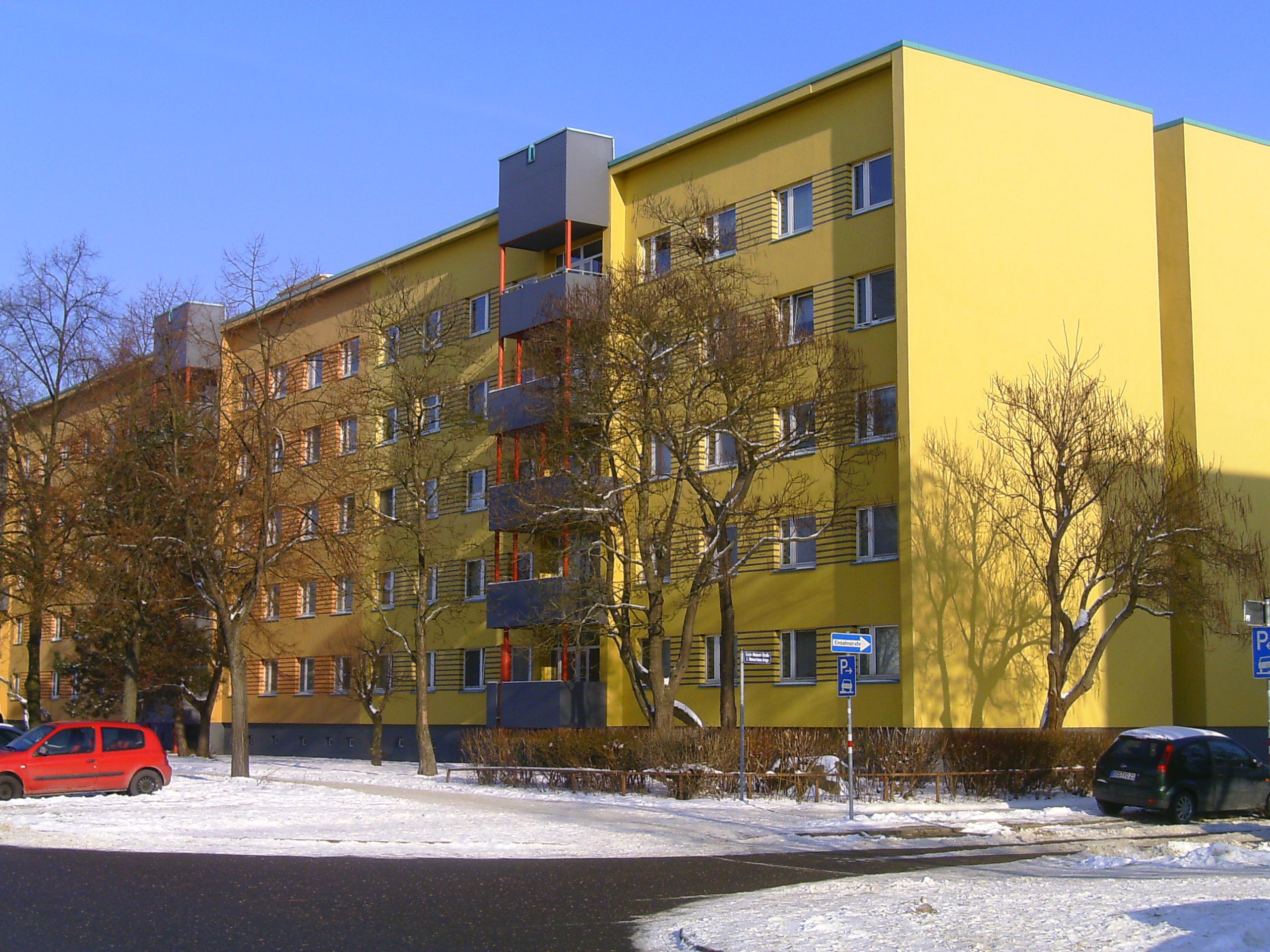
Wohnanlage der BTU

Im Jahr 1948 wurde hier die Landeshochbauschule gegründet, die 1951 in Fachschule für Bauwesen umbenannt wurde. Aus ihr ging 1954 die Hochschule für Bauwesen hervor. 1969 gründete sich auf dem heutigen Gelände der BTU Cottbus die Ingenieurhochschule für Bauwesen. Im Oktober 1989 wurde aus der Ingenieurhochschule die Hochschule für Bauwesen. Daraus entstand schließlich die BTU, die 1991 als einzige Technische Universität im Land Brandenburg gegründet wurde. Das Hauptgebäude wurde 1972 auf dem heutigen Campus der BTU in Elementbauweise errichtet. Der Gebäudekomplex ist im Grunde bis heute vollständig erhalten. Durch die Nutzung der BTU wurden immer wieder einzelne Gebäude hinzu gebaut. Mit einer kompletten Sanierung des Studentenwohnheimes wurde 2005 begonnen. Die Sanierung war wegen des desolaten Zustandes der alten Fassaden sowie undichten Fugen und ungenügender Wärmedämmung nötig. Die fünfgeschossigen Gebäude erhielten drei neue Treppenhäuser und einen Fahrstuhl. Die Fassade wurde komplett erneuert. Brüstungsfelder sowie geschlossene Fassadenteile wurden mit mattierten Glasplatten verkleidet und stellen damit ein zeitgenössisches Architekturelemente dar. Im Jahr 2008 wurden sanierte Studentenwohnungen in der Universitätsstraße 2–5 übergeben. Bei den Wohnungen handelte es sich um möblierte Ein- und Zweiraum-Appartements.

#### Energiesparschule Max-Steenbeck-Gymnasium Cottbus

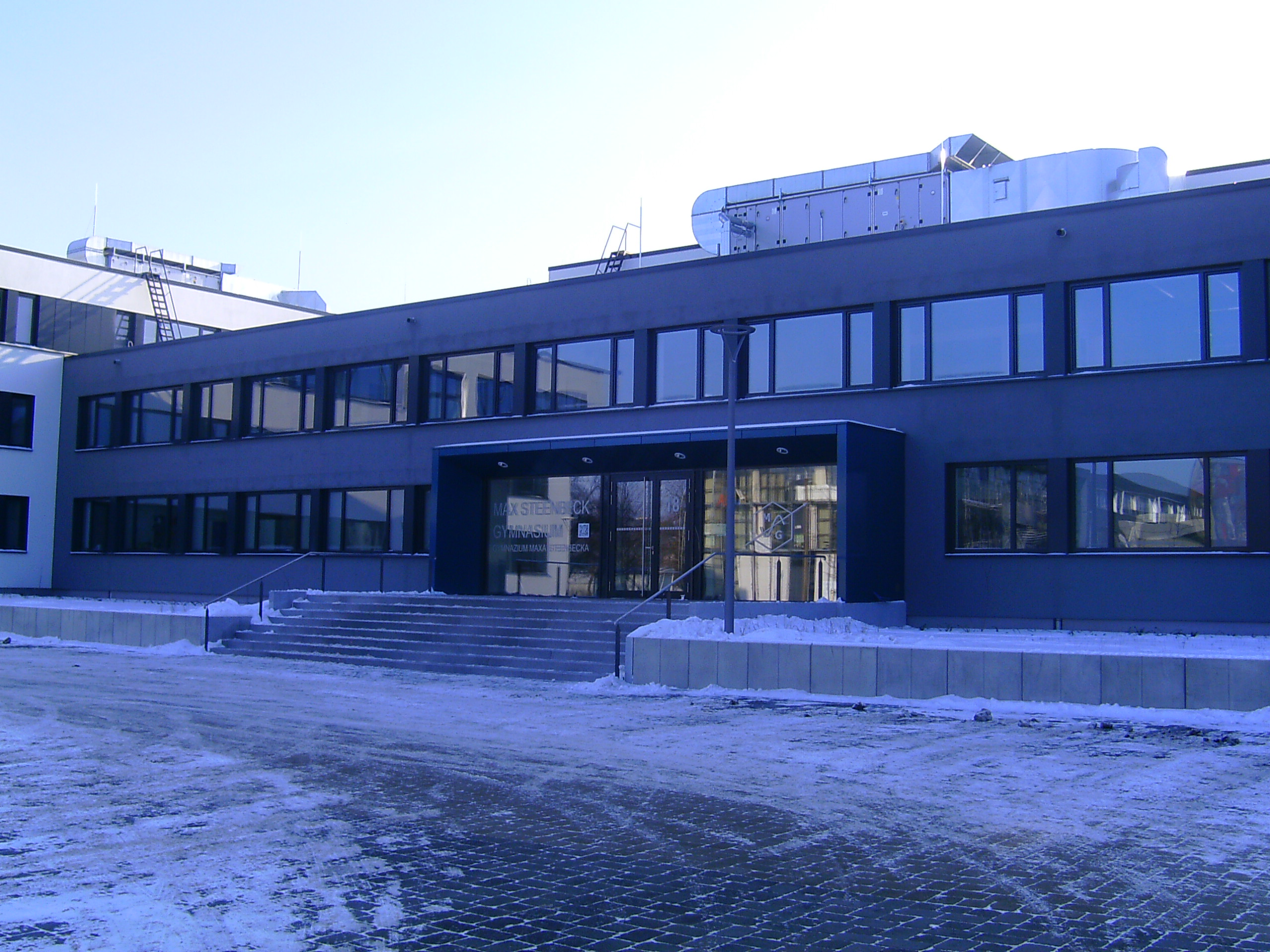
Max-Steenbeck-Gymnasium Haupteingang

Das Max-Steenbeck-Gymnasium ist eine Typenschule mit Aula. Sie wurde in einer Wand-Skelett-Bauweise gebaut. Von den älteren Typenschulen hebt sie sich durch die energetisch vorteilhafte Mittelflurbauweise ab. Die Schule besteht aus einem zweiflügeligen Gebäude. Die zwei dreigeschossigen, unterkellerten Flügelgebäude sind über einen zweigeschossigen Verbindungsbau an die Aula angeschlossen.
2011 wurde mit der Sanierung der Schule begonnen. Schwerpunkte dabei waren unter anderen der Wärmeschutz des Gebäudes sowie eine optimierte Beleuchtung im gesamten Gebäude. Erneuert wurde ebenso die Elektronik- und Heizungsanlagen. Es wurden thermisch aktivierte Bauteilsysteme verwendet.
Durch den Einbau von Fahrstühlen ist dieses Gebäude nach der Sanierung barrierefrei. Am 18. Oktober 2012 wurde in Cottbus das neue Max-Steenbeck-Gymnasium eingeweiht. Verschiedene Förderprogramme ermöglichten den Umbau und die energetische Sanierung des Schulgebäudes einschließlich der Neugestaltung der Außenanlagen aus den 70er Jahren. Rund 5,8 Millionen Euro wurden dafür bereitgestellt. J. Vogelsänger übergab zum Termin auch Förderbescheide für den Stadtumbau in Cottbus und das Programm Soziale Stadt in den Wohngebieten Sandow und Neu-Schmellwitz. Das neue Max-Steenbeck-Gymnasium konnte nach mehr als zweijähriger Umbauzeit eröffnet werden. Die energetische Sanierung des Schulgebäudes war ein Modellvorhaben im Experimentellen Wohnungs- und Städtebau (ExWoSt). Der Bedarf an Heizwärme im Jahr wird voraussichtlich bei nur maximal 15 Kilowattstunden pro Quadratmetern liegen, durch die Nutzung von Fernwärme über Kraft-Wärme-Kopplung. Das entspricht dem Passivhausstandard. Um zirka 60 Prozent soll sich der CO2-Ausstoß verringern. Circa 13,8 Millionen Euro betrugen die Gesamtkosten. Bewilligt wurden aus dem Programm zur energetischen Erneuerung der sozialen Infrastruktur (Investitionspaket) 3,1 Millionen Euro. Es kamen hinzu rund 2,7 Millionen Euro aus dem Stadtumbau, dem Programm Energieeffiziente Schulgebäude des Bundeswirtschaftsministeriums und dem Europäischen Fonds für regionale Entwicklung aus dem Bildungsministeriums.

#### Wilhelm-Nevoigt-Grundschule
Ab 2010 wurde mit der Sanierung des gesamten Gebäudekomplexes begonnen. Die Schule erhielt eine hocheffiziente, energetische Aufwertung. Die Dächer der Schule und der Aula wurden erneuert. Die Fassade wurde gedämmt und in den Fensterbereichen mit neuen Bauelementen, dreifachverglasten Fenstern, Sonnenschutzeinrichtungen und Unterkonstruktionen für die Außenverkleidung ausgestattet. Durch den Einbau eines Fahrstuhles wurde die Schule behindertengerecht umgebaut. Die Schule erhielt ebenso eine neu errichtete Sporthalle.

#### Wilhelm-Nevoigt-Sporthalle

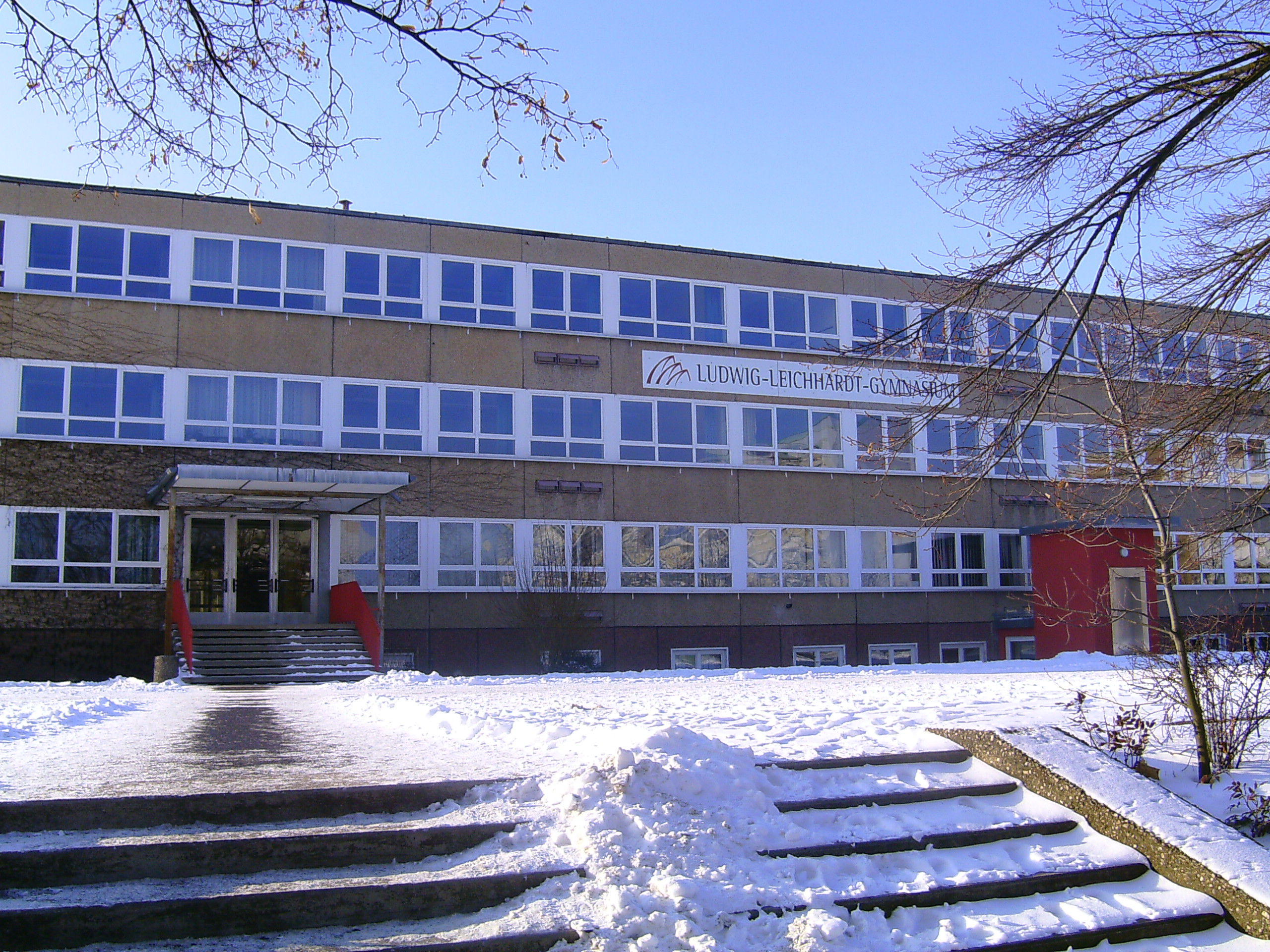
Ludwig-Leichhardt-Gymnasium Hallenser Straße 10–11

Zum Baubeginn Januar 2012 wurden Bauteile des Gebäudes zurückgebaut und entkernt.
Die Räume wurden neu strukturiert und der Nutzung entsprechend zugeordnet. Die Sporthalle wird energetisch aufgewertet. Ebenso wie bei der Grundschule, wurde bei der Sanierung auf barrierefreien Zugang geachtet. Komplett erneuert wurde die technische Gebäudeausrüstung.
Im Februar 2013 soll das Gebäude fertiggestellt sein.

#### Multifunktionshalle Ludwig-Leichhardt-Gymnasium
Komplett erneuert wurde die technische Gebäudeausrüstung. Eine zusätzliche Wärmedämmung erhielten das Dach und die Außenwände. Hocheffizient dreifach verglast und verkleinert wurden die Fensterflächen. Erneuert wurde der Fußbodenunterbau im Sanitärbereich. Energetisch aufgewertet wurde die Sporthalle.

#### Kita „Pfiffikus“
Die Sanierung wurde finanziert aus Eigenmitteln der Stadt Cottbus sowie dem Förderprogramm „Kinderbetreuungsfinanzierung“ der Investitionsbank des Landes Brandenburg.
Komplett umgebaut und modernisiert wurden im Rahmen der Förderung die Sanitär- und Gruppenräume für Kinder der Altersgruppe bis drei Jahre. Durchgeführt wurden dazu Abbruch-, Trockenbau-, Fliesenleger-, Maler- und Elektroleistungen, sowie eine Neuverlegung aller Leitungssysteme und die altersgerechte Ausstattung mit Sanitärobjekten und der Anbau von Verschattungen. Die Fertigstellung war für August 2011 geplant.

#### Sportbetonte Grundschule
Die fertig sanierte sportbetonte Grundschule wurde durch Holger Rupprecht eröffnet. Im Jahr 2007 erhielt die Schule rund 770.000 Euro als Schuldendiensthilfe aus dem Ganztagsprogramm des Bundes, dem „Bundesinvestitionsprogramm Zukunft, Bildung und Betreuung“ für den ganztagsspezifischen Umbau des Schulgebäudes, der Turnhalle und des Außengeländes.
In der Bauzeit vom 26. Mai 2008 bis 25. September 2009 wurde das ehemalige Oberstufenzentrum um- und ausgebaut. Das alte Schulgebäude der 18. Grundschule wurde zurückgebaut und neue Außenanlagen mit einem Sportplatz gestaltet.
Bereits nach den Osterferien 2009 wurde das modernisierte Schulgebäude zur Nutzung übergeben. Das war eine Voraussetzung um das ehemalige Gebäude der 18. Grundschule zurückbauen zu können. Danach konnte mit der Gestaltung der Freianlagen mit Schulhof, Spiel- und Sportplatz begonnen werden. Durch ein Dahrlehen im Rahmen des Bundesinvestitionsprogramms Zukunft, Bildung und Betreuung sowie mit Eigenmitteln der Stadt wurde die Sanierung finanziert. Außerdem wurde die Sanierung durch das brandenburgische Bildungsministerium unterstützt. Mittel aus der Städtebauförderung des Landes, Förderprogramm Stadtumbau und Rückführung sozialer Infrastruktur wurden für den notwendigen Rückbau des alten Schulgebäudes zur Verfügung gestellt. Eingesetzt wurden für die Erneuerung der Gebäudehülle der Turnhalle Mittel aus dem Programm „Stadtumbau Ost“ für lebenswerte Städte und attraktives Wohnen. Über dreißig Aufträge haben Firmen für das Schulgebäude und die Freianlagen erhalten. Realisiert wurden mehr als 90 Prozent der Bauleistungen von regionalen Unternehmen.

#### Christoph-Kolumbus-Grundschule
Das Gebäude der Christoph-Kolumbus-Grundschule wurde 1967 in Plattenbauweise gebaut. Erst 2010 wurde mit Sanierungsarbeiten begonnen. Brandschutztechnische Maßnahmen wurden erneuert, die technische Gebäudeausrüstung wurde ausgebaut. Die Fassade bekam eine energetische Wärmedämmung und wurde farblich aufgewertet. Treppen und Vordächer wurden saniert. Das Untergeschoss mit Einordnung der Stadtteilbibliothek Sandow e.V. sowie der sonderpädagogischen Beratungsstelle wurde erneuert und ausgebaut.

#### Kita „Spatzennest“
In der Kita „Spatzennest“ konnten nach einjähriger Bauzeit die Sanierungsarbeiten abgeschlossen werden. Sie war im Jahre 1975 im typischen Montagebau der DDR errichtet worden. Die Arbeiten fanden abschnittsweise bei laufendem Betrieb statt. Baubeginn war im Juni 2011. Die Sanierung umfasste Maßnahmen zur Wärmedämmung und zur Senkung der Energiekosten, die Kompletterneuerung von Heizungs- und Sanitäranlagen, das Dach, die Fenster, die Fassade, Fußböden und Türen, die Schaffung eines Sportraumes sowie die Herstellung der Barrierefreiheit im gesamten Erdgeschoss. Zu 60 Prozent wurden die Kosten aus Fördermitteln des Landes Brandenburg im Rahmen des Programmes Stadtumbau Ost getragen. Aus eigenen Mitteln finanzierte die Stadt Cottbus die restlichen 40 Prozent. Die Gesamtkosten sind ca. 1,65 Millionen Euro.